# Ford Super Duty
Pour le pick-up medium duty de Ford (F-650/F-750), voir Ford F-650.
La Ford Ford Super Duty (abréviation de F-Series Super Duty) est une série de pick-ups fabriqués par la Ford Motor Company. Introduits en 1998 pour l'année modèle 1999 (l'année modèle 1998 a été ignorée), les pickups F-Series Super Duty ont marqué l'ajout d'un pick-up robuste à la gamme Ford F-Series avec des nouvelles versions du F-250, des pickups F-350 et F-450, tandis que les précédents châssis-cabines F-Super Duty de 1987 à 1997 ont été remplacés par les châssis-cabines F-450 et F-550 Super Duty.
Les pickups Super Duty utilisent un châssis distinct du Ford F-150 plus léger, avec des composants de châssis et de suspension plus lourds pour permettre une charge utile et des capacités de remorquage plus élevées; en outre, la gamme de produits a continué à utiliser les moteurs Diesel PowerStroke de Ford. Avec un poids nominal brut du véhicule supérieur à 3 900 kg, les pickups Super Duty sont des pickups de catégorie 2 et 3, tandis que les pickups châssis-cabine sont de catégorie 4 et de catégorie 5. Le châssis du F-Series Super Duty a été utilisé comme châssis de base pour le SUV full-size Ford Excursion.
Les pickups Ford F-250 à F-550 Super Duty sont assemblés à l'usine de pickups du Kentucky à Louisville, Kentucky, tandis que les Ford F-650 et F-750 à poids moyen sont assemblés à l'usine d'assemblage de l'Ohio à Avon Lake, Ohio (avant 2016, les pickups à poids moyen étaient assemblés dans la coentreprise de Navistar à l'usine Blue Diamond Truck au Mexique). Depuis 2016, le Ford Super Duty est vendu aux États-Unis, au Canada, au Mexique, au Venezuela (F-250 et F350), au Surinam, au Brésil (F-350/F-4000), en Argentine (F-4000 seulement), en Angola (F-250 et F-350), au Cambodge, au Moyen-Orient et en Islande (F-350 seulement) en conduite à gauche uniquement. Au Suriname, même si la circulation se fait du côté gauche de la route, l'importation et l'immatriculation des véhicules avec conduite à gauche sont autorisées. En Australie, entre 2001 et 2006, il était officiellement importé en conduite à droite depuis le Brésil, mais depuis 2007, Ford n'offre plus le Super Duty en Australie.

## Fond

### Utilisation antérieure du nom
En 1958, Ford a présenté la famille de moteurs V8 Super Duty. Spécifiquement conçus pour les pickups, les moteurs essence V8 de 6 571, 7 817 et 8 751 cm³ étaient les moteurs V8 gros blocs les plus gros jamais construits par la Ford Motor Company (autre que le moteur GAA de 18 026 cm3, développé pour l'armée américaine, cependant, il s'agissait d'un V-12 «tronqué», avec un angle en V de 60°, et à l'origine, il n'était pas conçu comme un V-8) et c'étaient les plus gros moteurs essence V8 produits en série au monde. Pour présenter le lancement du moteur, les variantes "Big Job" des pickups F-Series conventionnels ont été rebaptisées Super Duty, un nom également ajouté à d'autres pickups Ford. Aux côtés des camions Ford C-Series et H-Series, le N-Series conventionnel a adopté le nom Super Duty. Bien que sa faible consommation de carburant ne soit pas compétitive par rapport aux moteurs Diesel, la durabilité du Super Duty le maintiendra en production jusqu'en 1981.
En 1987, Ford revitaliserait le nom en tant que pick-up de catégorie 4 portant le badge "F-Super Duty", Fabriqué en tant que châssis-cabine avec le cadre ouvert pour une benne qui conviendrait à son application future, ces pickups seraient équipés d'un moteur essence de 7,5 litres ou d'un moteur Diesel IDI de 7,3 litres. Le poids et la catégorie de ces pickups en feraient les pickups les plus lourds de la gamme F-Series de l'époque.

### Changement du F-Series
Après la refonte du Ford F-150 en 1997, le Ford F-Series a entamé une transition dans sa configuration. En réponse à l'évolution démographique des achats de pickups au cours des années 1980 et 1990, Ford a modifié la conception du F-150 séparément des plus grands F-250 et F-350 (qui sont restés en production). Tout en restant un pick-up full-size sous la carrosserie, pour étendre son attrait auprès des consommateurs, le F-150 a adopté des caractéristiques aérodynamiques et des pratiques similaires à celles d'une voiture. Pour commercialiser un pick-up qui plairait aux acheteurs commerciaux, aux acheteurs de flottes et aux utilisateurs qui remorquent, Ford a cherché à créer une plate-forme distincte et dédiée aux pickups lourds (au lieu d'utiliser un châssis pour tous ses pickups). En développant deux plates-formes distinctes mais liées pour les pickups F-Series, les inévitables compromis inhérents à l'offre d'une large gamme de capacités de charge ont été évités. Le F-250HD et le F-350 ont duré jusqu'à l'année modèle 1997 (aux côtés d'un F-250 léger de service de 1997/1998 distinct basé sur le F-150).

## Première génération (1999-2007)

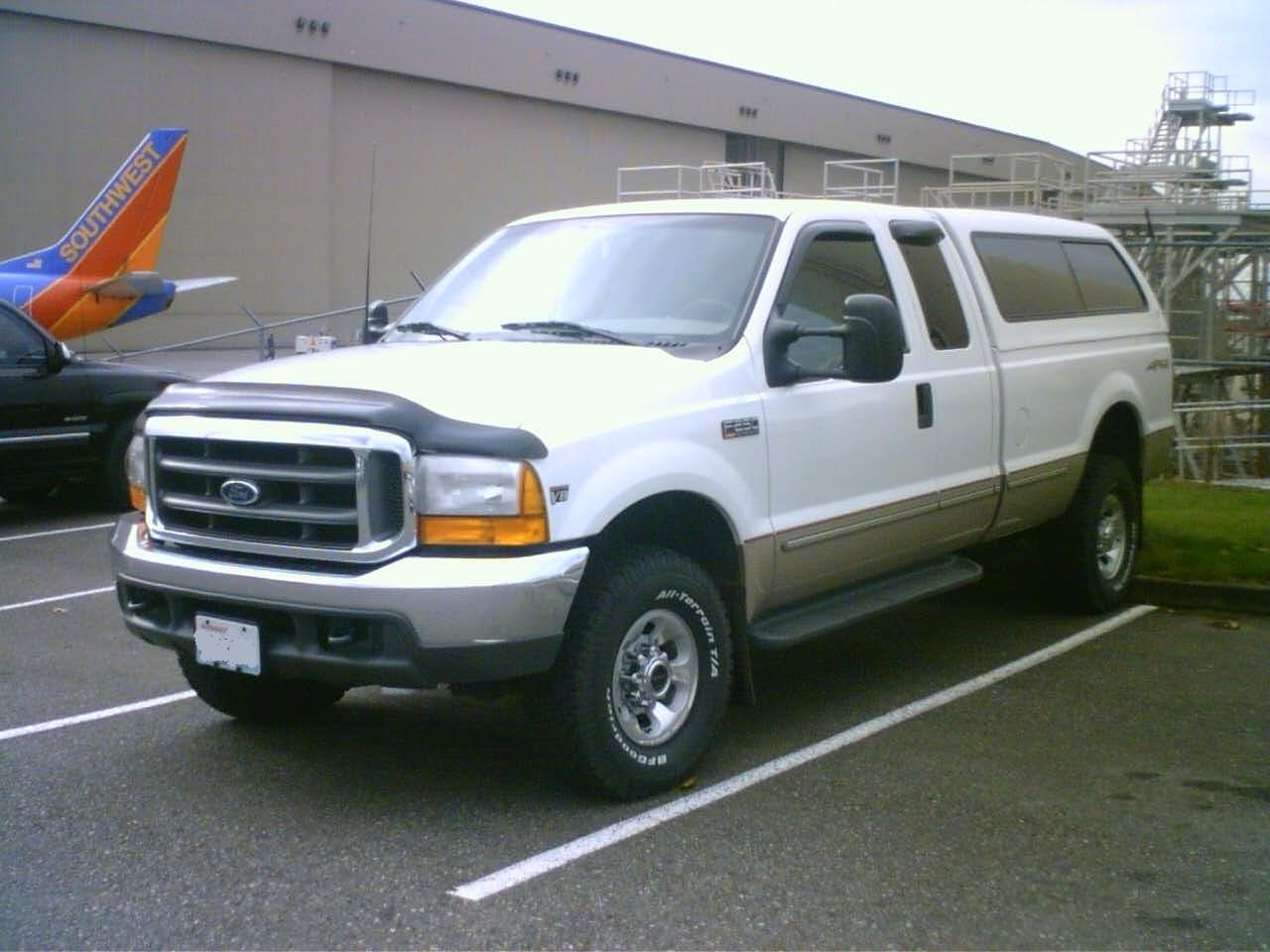
Ford F-250 SuperCab de 1999-2001

Commençant la production début 1998 pour l'année modèle 1999 (l'année modèle 1998 a été ignorée), le Ford F-Series Super Duty se composait du pick-up F-250, du pick-up et du châssis-cabine F-350, et a introduit les pickups châssis-cabine F-450 et F-550 (voir ci-dessous). Les pickups Super Duty seraient produits avec trois configurations de cabine : cabine deux portes standards, cabine SuperCab 2+2 portes et cabines multiplace quatre portes. La configuration SuperCab du Super Duty a marqué l'introduction de deux portes arrière standard à charnières avec la cabine allongée, une caractéristique également adoptée par le F-150 et le Ranger/Mazda B-Series en 1999. Le pick-up à cabine standard était produit avec une benne de 2,44 m; Les cabines SuperCab et multiplaces étaient produites avec une benne de 2,06 m, avec une benne de 2,44 m. Les modèles à châssis-cabine étaient proposés avec des options de longueur de benne et d'empattement plus nombreuses et différentes, mais avec les mêmes cabines. Les deux roues motrices étaient de série, avec quatre roues motrices en option; sur les pickups F-350, un double essieu arrière était en option avec l'une ou l'autre configuration d'entraînement.
Conçus par Andrew Jacobson (concepteur du Ford F-150 de 1997) et Moray Callum, les pickups F-Series Super Duty ne partagent aucune pièce extérieure visible avec le Ford F-150, à part les lentilles des feux arrière et le hayon. Sous la carrosserie, seuls le moteur V8 de 5,4 litres et la transmission 4R100 de base sont partagés. Tout en partageant la même conception de cabine aérodynamique que son homologue plus petit, l'extérieur des pickups Super Duty est très différent vers l'avant depuis le pare-brise. Bien qu'il s'agisse d'une influence souvent comparée au Dodge Ram de 1994-2002, le Super Duty tire également des éléments de style de camions Ford beaucoup plus gros, notamment le Ford LTL-9000 et l'Aeromax, avec un capot surélevé, une grande calandre et des ailes basses. Une caractéristique tirée de la refonte de 1996 du Louisville/Aeromax était dans la conception des ouvertures des vitres latérales : la partie avant s'abaissée, permettant une visibilité latérale accrue (ainsi que des rétroviseurs latéraux plus grands). Pour améliorer l'aérodynamisme par rapport aux rétroviseurs à cadre métallique, des rétroviseurs de remorque, télescopiques manuellements, étaient disponibles en option. En tant que première dans l'industrie, 2 grands crochets de remorquage avant de style anneau complets ont été inclus. Une mise à jour mineure a eu lieu dans l'année modèle 2002 qui a vu un nouveau groupe d'instrumentations avec un compteur kilométrique numérique.

### Mise à jour de 2005

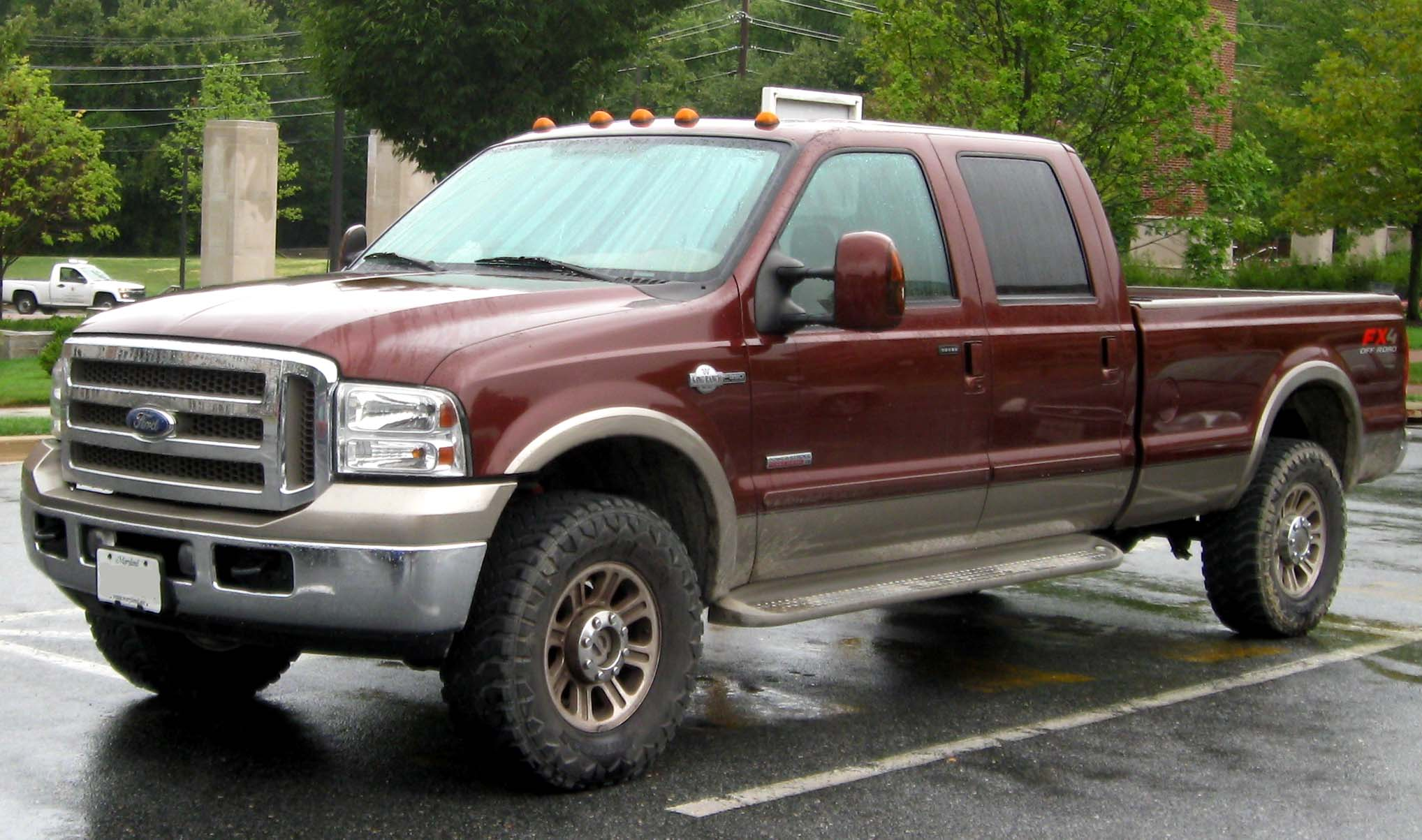
Ford F-350 King Ranch à cabine multiplace de 2005-2007

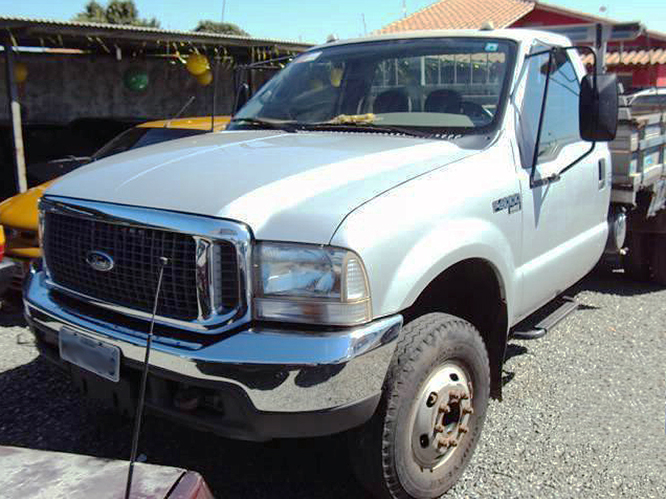
Ford F-4000 au Brésil

Pour l'année modèle 2005, les pickups Ford Super Duty ont reçu des mises à jour extérieures et intérieures. Pour l'extérieur, une nouvelle calandre, un nouveau pare-chocs avant et des nouveaux phares ont été introduits parallèlement à l'introduction d'un hayon verrouillable pour tous les pickups. Sous la carrosserie (avec des longerons de cadre plus épais), des moteurs essence Triton mis à jour ont été introduits avec une puissance de moteur plus élevée et des alternateurs plus gros; en réponse à la puissance accrue, tous les pickups ont reçu des freins à disque aux 4 roues (avec étriers à deux pistons). Pour s'adapter aux freins plus gros, des roues de 17 pouces sont devenues standard, avec des roues de 18 pouces en option (sur les pickups à roue arrière unique); les roues Alcoa forgées étaient une option.
À l'intérieur, plusieurs modifications ont été apportées pour améliorer la fonctionnalité pour les utilisateurs finaux. En plus de l'ajout d'une boîte à gants côté conducteur, le pick-up a ajouté l'option d'interrupteurs auxiliaires montés sur le tableau de bord (pour les propriétaires qui installent des équipements tels que des chasse-neige, des treuils et des feux auxiliaires); ce sont des commutateurs qui étaient généralement conçus par l'utilisateur. Pour les utilisateurs qui remorquent, une nouvelle option était le TowCommand de Ford, un contrôleur de frein de remorque intégré au tableau de bord, lui permettant de s'intégrer au système ABS et à l'ordinateur du moteur d'usine.

### Détails mécaniques
Au cours de sa production, le Ford F-Series Super Duty de première génération était vendu avec deux moteurs essence et deux moteurs Diesel.

#### Moteurs essence
Remplaçant les moteurs à soupapes en tête utilisés dans les modèles précédents du F-Series, pour le Super Duty, Ford est passé à la famille des moteurs Triton à cames en tête (versions pour pick-up des moteurs Modular de Ford).
À son lancement, le moteur standard du Super Duty était un V8 Triton. Produisant 259 ch (190 kW) et 475 N m de couple, le V8 SOHC à 16 soupapes était partagé avec le F-150 et le Ford E-Series. En 1999, le moteur a été réajusté à 264 ch (194 kW). En 2005, les culasses ont été redessinées avec 3 soupapes, le convertissant en un V8 à 24 soupapes avec calage variable des arbres à cames; la puissance a été augmentée à 304 ch (224 kW) et 620 N m.
En remplacement du V8 460 de 7,5 L de longue durée, pour le Super Duty, Ford a introduit un V10 Triton. Le moteur V10 SOHC à 20 soupapes produisait 314 ch (231 kW) et 576 N m de couple. En 2005, le V10 recevrait également des culasses à 3 soupapes à calage non variable des arbres à cames, augmentant sa puissance à 367 ch (270 kW) et 620 N m de couple.
Les moteurs V8 et V10 Triton sont tous deux conçus avec un système de refroidissement à sécurité intégrée pour protéger le moteur en cas de perte importante de liquide de refroidissement. Si le moteur surchauffe, le moteur fonctionnera avec la moitié de ses cylindres. Alternant entre chaque ensemble de 4 (ou 5) pistons, l'ensemble qui ne reçoit pas de carburant et d'allumage fonctionne pour pomper de l'air à travers le moteur pour abaisser sa température. Bien que la puissance du moteur soit limitée, en fonction de la charge du véhicule, de la température extérieure et des conditions routières, le système est conçu pour permettre au véhicule de parcourir une courte distance pour recevoir un service ou pour atteindre un centre de réparation.
| Modèle          | Années    | Type                       | Puissance       | Couple  |
| --------------- | --------- | -------------------------- | --------------- | ------- |
| V8 Triton SOHC  | 1999      | V8 à 16 soupapes de 5,4 L  | 258 ch (190 kW) | 475 N m |
| V8 Triton SOHC  | 1999-2004 | V8 à 16 soupapes de 5,4 L  | 264 ch (194 kW) | 475 N m |
| V8 Triton SOHC  | 2005-2007 | V8 à 24 soupapes de 5,4 L  | 304 ch (224 kW) | 495 N m |
| V10 Triton SOHC | 1999-2004 | V10 à 20 soupapes de 6,8 L | 314 ch (231 kW) | 576 N m |
| V10 Triton SOHC | 2005-2007 | V10 à 30 soupapes de 6,8 L | 367 ch (270 kW) | 620 N m |

#### Moteurs Diesel
Disponible dans les pickups F-250 et F-350 ainsi que dans les châssis-cabines F-450 et F-550, le F-Series était vendu avec, en option, des moteurs Diesel V8 PowerStroke produits dans le cadre de la coentreprise avec Navistar International.
À son lancement, le F-Series Super Duty était vendu avec le V8 Power Stroke de 7,3 L. Produisant initialement 238 ch (175 kW) et 678 N m de couple, le moteur a été réajusté en 2001. Les versions équipées d'une transmission automatique produisaient 253 ch (186 kW) tandis que les exemplaires à transmission manuelle produisaient 279 ch (205 kW), avec l'une ou l'autre transmission, le moteur produisait 712 N m de couple. Comme le V8 de 7,3 L n'était plus en mesure de se conformer aux réglementations en matière de bruit pour les moteurs Diesel, il a été abandonné au milieu de l'année modèle 2003.
En tant que changement au cours de l'année modèle 2003, le V8 PowerStroke de 6,0 L a été introduit en remplacement du précédent V8 de 7,3 L sur les marchés à conduite à gauche fournis avec les pickups assemblés aux États-Unis, tandis que ceux à conduite à droite fournis par le Brésil ont conservé le moteur de 7,3 L jusqu'en 2005. Comme auparavant, le moteur a continué d'être produit par Navistar. Un moteur avec tige de poussée et 32 soupapes, le V8 de 6,0 L, comportait un seul turbocompresseur à palettes variables. Bien qu'il s'agisse d'un moteur de plus petite cylindrée que son prédécesseur, sa puissance est supérieure à celle du moteur de 7,3 L, fournissant 330 ch (242 kW) et 759 N m de couple (en 2005, le couple est passé à 773 N m). En raison de problèmes avec les boulons de la culasse, Navistar a redessiné le moteur avec des têtes renforcées, plus de couple et de puissance, mettant en vente le nouveau design en 2005-6. Comme son prédécesseur, le moteur de 6,0 L mettrait fin à sa production en raison d'exigences plus strictes en matière d'émissions, remplacé dans le cadre de la refonte du Super Duty pour l'année modèle 2008.
Le Powerstroke de 6,0 L a été la cible d'un recours collectif, alléguant que les moteurs étaient défectueux. Ford a réglé le litige avec les propriétaires et anciens propriétaires de pickups Super Duty et de fourgonnettes E-Series équipés de moteur Diesel de 6,0 L en leur remboursant le coût des réparations du système EGR, des injecteurs de carburant et du turbocompresseur, qui étaient des points de défaillance courants.
| Modèle                                              | Années    | Type                                                | Puissance | Couple                                                               |
| --------------------------------------------------- | --------- | --------------------------------------------------- | --- | -------------------------------------------------------------------- |
| PowerStroke de 7,3 L (moteur T444E d'International) | 1999-2003 | Moteur Diesel V8 suralimenté à 16 soupapes de 7,3 L | 1999-2000: 238 ch (175 kW) à 2 600 tr/min 2001-2003 (automatique): 253 ch (186 kW) à 2 700 tr/min 2001-2003 (manuelle): 279 ch (205 kW) à 2 700 tr/min | 678 N m à 1 600 tr/min 712 N m à 1 600 tr/min 712 N m à 1 600 tr/min |
| PowerStroke de 6,0 L (moteur VT365 d'International) | 2003-2007 | Moteur Diesel V8 suralimenté à 32 soupapes de 6,0 L | 2003-2004: 330 ch (242 kW) à 3 300 tr/min 2005-2007: 330 ch (242 kW) à 3 300 tr/min                                                                    | 759 N m à 2 000 tr/min 773 N m à 2 000 tr/min                        |

#### Transmissions
Quatre transmissions étaient disponibles. Plusieurs configurations de transmissions manuelles ZF5 à cinq vitesses étaient proposées : modèle pour moteurs petits blocs, modèle pour moteurs gros blocs et pour moteur Diesel. Des rapports rapprochés et des rapports larges étaient disponibles, ainsi que des configurations à 4 roues motrices et à 2 roues motrices, à l'exception des versions avec frein d'arbre de transmission intégré aux versions à 2 roues motrices utilisant la transmission de style 4x4. Les versions antérieures de la transmission s5-42 étaient évaluées à 570 N m de couple, tandis que les versions ultérieures de la transmission s5-47 étaient évaluées à 636 N m. Transmission manuelle ZF à 6 vitesses pour les moteurs Diesel. Une boîte automatique 4R100 à 4 vitesses était disponible en option pour les moteurs essence ou Diesel, remplacée plus tard par la boîte automatique TorqShift à 5 vitesses. Les boîtes automatiques à 5 vitesses sont évaluées à exactement 450 kg, ce qui permet une capacité de remorquage supérieure à celle des pickups équipés de la transmission manuelle à 5/6 vitesses de série. La transmission manuelle à 6 vitesses est livrée avec une prise de force intégrée.

##### Torqshift 5R110
La transmission automatique Torqshift 5R110 à 5 vitesses a remplacé la transmission automatique à 4 vitesses des pickups Diesel de l'année modèle 2003 afin de concurrencer la transmission Allison 1000-Series de General Motors; elle était associée au nouveau moteur Diesel de 6,0 L. La conception de la transmission TorqShift a en fait six rapports de marche avant, mais seulement cinq sont écrites, l'engrenage «caché» n'étant utilisé que par temps extrêmement froid. Les rapports d'engrenages de la 1ère à la 5e vitesse de la transmission TorqShift sont de 3,11, 2,22, 1,55, 1,00 et 0,71:1. Elle utilise également un 4ème rapport alternatif, une surmultiplication sur le 2ème rapport de la transmission automatique à 3 vitesses (0,72 x 1,55), soit 1,10:1 qui est utilisé dans des conditions de démarrage à froid pour aider le moteur et la transmission à chauffer. Avec la transmission TorqShift, une fois que le mode de remorquage/transport est activé, il peut aider à augmenter le contrôle du conducteur lors du remorquage de grosses charges en montant et en descendant des pentes raides et minimise automatiquement les changements de vitesse et maximise le couple disponible. En descente, le mode remorquage/transport utilise le frein moteur pour prolonger la durée de vie des freins et améliorer le contrôle du conducteur. Une fonction de changement de vitesse adaptative surveille les performances de la transmission TorqShift tout au long de sa durée de vie et ajuste les pressions de changement de vitesse en temps réel pour assurer une sensation de changement de vitesse constante et compenser l'usure. Pour faciliter l'entretien, le filtre à huile de la transmission TorqShift est une conception de cartouche facile à entretenir qui était généralement montée côté passager, derrière le pare-chocs avant. De plus, les plus grandes conduites de fluide de la transmission TorqShift et un plus grand refroidisseur d'huile de transmission aident à assurer des températures de fonctionnement plus froides, même dans les conditions les plus exigeantes. Il s'agissait de la première transmission automatique de Ford à être dotée d'une prise de force. La transmission peut être équipée d'une prise de force intégrée (qui verrouille automatiquement le convertisseur de couple fournissant de la puissance à la prise de force lorsque l'opérateur active l'interrupteur de prise de force).

##### Boite de transfert et 4x4
Sur les modèles 4x4, il y avait le choix entre un levier de vitesses manuel à transmission par chaîne avec moyeux à verrouillage manuel à l'avant ou un bouton sur le tableau de bord pour un changement de vitesse à la volée (CVV, une option plus chère de 185 $ par rapport à la transmission manuelle) avec moyeux avant automatiques activés par le vide et (en cas de panne) à commande manuelle. Les modèles FX4 optionnels sont essentiellement un 4x4 standard avec une finition Off Road qui comprend quelques extras comme des amortisseurs Rancho renforcés et améliorés, des plaques de protection ajoutées pour le réservoir de carburant et la boîte de transfert et deux décalcomanies "FX4" sur les deux côtés de la benne au lieu de "4x4". Pour tous les modèles 4x4, la gamme de boîte de transfert à 2 vitesses 4x4-LOW a une réduction de vitesse de 2,72:1. Les versions brésilienne et vénézuélienne n'avaient que la boîte de transfert CVV.
| Boîtes de vitesses du Ford Super Duty                           |        |           |         |        |        |           |        |
| Transmission automatique 4R100 de Ford à 4 vitesses             |        |           |         |        |        |           |        |
| Vitesse                                                         | 1      | 2         | 3       | 4      | R      |           |        |
| Rapport                                                         | 2,71:1 | 1,54:1    | 1:1     | 0,71:1 | 2,19:1 |           |        |
| Transmission automatique 5R110 (TorqShift) de Ford à 5 vitesses |        |           |         |        |        |           |        |
| Vitesse                                                         | 1      | 2         | 3       | 4      | 5      | R         |        |
| Rapport                                                         | 3,11:1 | 2,22:1    | 1,55    | 1:1    | 0,71:1 | 2,88:1    |        |
| Transmission manuelle à 5 vitesses de Ford                      |        |           |         |        |        |           |        |
| Vitesse                                                         | 1      | 2         | 3       | 4      | 5      | R         |        |
| Rapport                                                         | 5,72:1 | 2,94:1    | 1,61    | 1:1    | 0,76:1 | 5,24:1    |        |
| Rapport                                                         | 4,14:1 | - - - -   | - - - - | 1:1    | 0,76:1 | - - - -:1 |        |
| Rapport                                                         | 5,08:1 | - - - -:1 | - - - - | 1:1    | 0,77:1 | - - - -:1 |        |
| Transmission manuelle ZF S6-650 à 6 vitesses                    |        |           |         |        |        |           |        |
| Vitesse                                                         | L      | 1         | 2       | 3      | 4      | 5         | R      |
| Rapport                                                         | 5,79:1 | 3,30:1    | 2,10    | 1,30   | 1:1    | 0,72:1    | 5,24:1 |

#### Suspension
Pour la gamme Super Duty de première génération, Ford a utilisé plusieurs configurations de suspension différentes, selon le modèle de pick-up. Tous les modèles de pickups ont des ressorts à lames robustes de 76 mm de large et des amortisseurs décalés. Une barre stabilisatrice standard est incluse sur les modèles à doubles roues arrière et elle est en option sur les versions à roues arrière simples. Une finition optionnelle avec certification de camping-car coulissant avec des ressorts plus résistants était disponible sur les modèles à roue arrière unique. Toutes les versions des pickups Super Duty étaient équipées de freins à disque aux quatre roues.
Sur les pickups F-250 et F-350 à deux roues motrices, la suspension avant indépendante Twin I-Beam avec ressorts hélicoïdaux était utilisée; leurs homologues à quatre roues motrices étaient équipés d'un essieu avant solide (Dana 50 et Dana 60) avec ressorts à lames. En 2005, la suspension avant a été mise à jour car les pickups à quatre roues motrices ont été convertis avec des ressorts hélicoïdaux à l'avant; pour réduire le poids non suspendu, la barre stabilisatrice avant était montée sur le châssis au lieu de l'essieu avant. Les moyeux à verrouillage manuel des pickups Super Duty sont fabriqués par Warn.
Sur les F-250 et F-350, la suspension arrière utilisait des ressorts à lames robustes de 76 mm de large et des amortisseurs décalés; une barre stabilisatrice standard était incluse sur les modèles à doubles roues arrière. Les versions à roue arrière simple étaient équipées d'un essieu Sterling de 267 mm à 35 cannelures avec des choix de différentiels conventionnels ou à glissement limité; initialement développé pour les pickups Ford de la génération précédente, il a été renforcé pour une utilisation sur le Super Duty. Sur les F-350 à double roue arrière, l'essieu arrière était un Dana 80.
Sur les pickups châssis-cabine F-450 et F-550, l'essieu avant Dana 60 a été remplacé par un Dana Super 60 en 2005. Les pickups F-450 de 2008-2010 et de 2015-2018 utilisaient des essieux arrière Dana S 110, tandis que les pickups F-450 de 2011-2014 utilisaient des essieux Dana 80. Tous les châssis-cabines F-450 utilisaient un essieu Dana S 110, tandis que les F-550 de 1999 à 2004 utilisaient un essieu Dana 135 et, à partir de 2005, un essieu S 110.

##### Essieu rigide du F-250
L'essieu Dana 50 présenté sur la plupart des F-250 Super Duty diffère grandement des précédents modèles. L'essieu Dana 50 a commencé en tant qu'essieu à double poutre de traction (un peu comme une suspension indépendante) en 1980. Cela a duré jusqu'aux modèles de 1997. Les modèles Super Duty utilisaient alors une version à essieu rigide de cet essieu. La bague, le pignon, le support et les joints en U sont cependant restés les mêmes. L'essieu Dana 50 a été retiré des pickups en 2004, au profit de l'essieu Dana 60, et il a été utilisé pour la dernière fois sur le Ford Excursion.
|                                                     |
| Ford F-350 à cabine standard et double roue arrière |

|                                                                |
| Ford F-550 à cabine multiplace de 2004 (conversion en pick-up) |

|                                        |
| Ford F-550 camion fourgon de 2002-2004 |

### Niveaux de finition
Tout au long de sa production, le Ford F-Series Super Duty de 1999-2007 était proposé avec trois niveaux de finition principaux :
Le XL de base était le niveau de finition «pick-up de travail» du F-Series Super Duty. Ses caractéristiques standard comprenaient une transmission manuelle, une chaîne stéréo AM/FM avec deux haut-parleurs montés sur la porte avant, un radiateur et un ventilateur, surfaces d'assise garnies de vinyle avec banquettes, roues en acier avec moyeux centraux noirs, pare-chocs avant et arrière noirs, une calandre noire de style "caisse à œufs" et vitres et serrures manuelles. Les caractéristiques optionnelles proposées sur ce niveau de finition comprenaient des surfaces de siège garnies de tissu ou des surfaces de siège garnies de vinyle et de tissu, vitres et serrures électriques, une chaîne stéréo AM/FM avec lecteur cassettes (plus tard, un lecteur monodisque au lieu d'un lecteur cassettes) et quatre haut-parleurs, pare-chocs avant et arrière chromés dans le cadre de la finition XL Decor, une transmission automatique et climatisation.
Le XLT de milieu de gamme était le niveau de finition le plus populaire du F-Series Super Duty. Il ajoutait les caractéristiques suivantes au niveau de finition XL de base : une chaîne stéréo AM/FM avec lecteur cassettes (plus tard, un lecteur monodisque au lieu d'un lecteur cassettes) et quatre haut-parleurs, surfaces d'assise garnies de tissu, moyeux de roue centraux brillants, pare-chocs avant et arrière chromés, une calandre chromée de style "caisse à œufs" avec inserts noirs, vitres et serrures électriques et climatisation. Les caractéristiques optionnelles proposées sur ce niveau de finition comprenaient des roues en aluminium, entrée sans clé (plus tard, cette option est devenue un équipement standard sur ce niveau de finition), une chaîne stéréo AM/FM avec à la fois un lecteur cassettes et un lecteur monodisque (plus tard, un lecteur CD à six disques dans le tableau de bord), une transmission automatique et une banquette avant avec réglage électrique pour le conducteur.
Le Lariat haut de gamme était le niveau de finition le plus luxueux du F-Series Super Duty. Il ajoutait les caractéristiques suivantes au niveau de finition XLT de milieu de gamme : une chaîne stéréo AM/FM avec à la fois un lecteur cassettes et un lecteur monodisque (plus tard, un lecteur CD à six disques dans le tableau de bord), surfaces des sièges garnies de cuir, roues chromées (plus tard en aluminium) et moyeux de roue centraux chromé, entrée sans clé, un système de sécurité, commandes de climatisation électroniques, une banquette avant électrique avec accoudoir central rabattable, panneaux de garniture intérieure en bois et une calandre chromée avec inserts chromés. Les options disponibles incluent la peinture extérieure bicolore, insert de calandre ainsi que pare-chocs avant et arrière de couleur assortie, sièges baquets remplaçant la banquette, sièges avant chauffants et une transmission automatique (qui est plus tard devenue la norme sur ce niveau de finition).

### Éditions spéciales
Plusieurs modèles du Super Duty étaient proposés en édition spéciale.
En 2003, un Super Duty Centennial Edition à cabine multiplace a été offert pour célébrer le 100e anniversaire de la Ford Motor Company. Le pick-up ne pouvait être commandé qu'en cabine multiplace, mais un choix de longueurs de benne, des doubles roues arrière ou des roues arrière simples et un moteur essence ou Diesel étaient disponibles. Le Centennial Edition offrait l'équipement standard suivant : extérieur Monochromatic Black Clearcoat, sièges en cuir Imola de qualité supérieure à grain de Vérone finis en Two-Tone Parchment, badge Centennial Edition et un porte-clés et une montre-bracelet commémoratifs. Le Centennial Edition est également livré avec un manuel d'utilisation spécial relié en cuir avec les signatures en relief de Henry Ford, Edsel Ford, Henry Ford II et William Clay Ford, Jr..
Ford a offert un pick-up Super Duty Harley-Davidson de 2004 à 2007. Uniquement disponible sur les modèles à roues arrière simples, la finition Harley pouvait être proposée avec le SuperCab ou le Crew Cab et les clients pouvaient choisir entre le moteur essence V10 ou le turbodiesel Powerstroke de 6,0 L. Basé sur la finition Lariat, les Harley avaient un intérieur en cuir noir unique, avec le logo d'Harley-Davidson ornant les sièges du milieu à l'avant et à l'arrière (les modèles SuperCab avaient une banquette arrière). Des sièges chauffants, un volant multifonction gainé de cuir, des pédales à réglage électrique et des rétroviseurs chauffants à réglage électrique complètent l'équipement de série. Des plaques frontales uniques en métal filé, des tapis de sol en moquette brodés et un couvercle de console gainé de cuir avec des insignes numérotés individuellement complètent les aménagements intérieurs uniques. Les Harley de 2004 pouvaient être obtenus avec trois schémas de peinture uniques, Competition Orange/Black Clearcoat, Dark Shadow Gray/Black Clearcoat ou Black Clearcoat. Des rayures uniques étaient trouvées sur les trois options de couleur.
En 2003, Ford a commencé à offrir sa finition King Ranch aux pickups F-250 et F-350 Super Duty. Cela comprenait des sièges en cuir riche de couleur Castaño, commandes audio et de climatisation au volant, sièges avant chauffants, roues de 18 pouces en aluminium (roues arrière simples) ou roues de 17 pouces (doubles roues arrière) et un tableau de bord amélioré.
L'année 2005 a vu des modifications à la finition Harley, correspondant au rafraîchissement des modèles F-250 et F-350 Super Duty. Vous ne pouviez plus commander un Harley-Davidson SuperCab et le V8 de 5,4 L a été ajouté en tant que moteur de base pour la finition. De nouveaux phares uniques garnis de noir, une calandre de style "billet" et des roues de 20 pouces ont été fabriqués de série. Fini les schémas de peinture bicolore, mais en option, des flammes fantômes peintes. Les modèles de 2005 pouvaient être disponibles en deux couleurs, Black ou True Blue Metallic. L'intérieur est resté en grande partie le même, avec de luxueux fauteuils du milieu en cuir noir à l'avant et à l'arrière et des insignes Harley-Davidson à gogo, mais le pick-up a vu les mêmes mises à jour intérieures que les autres Super Duty de '05.

### F-450/F-550
Pour combler l'écart entre la gamme de pickups et les F-650/F-750 beaucoup plus gros et à usage moyen, Ford a introduit les variantes F-450 et F-550 du Super Duty; avec un poids nominal brut du véhicule disponible entre 8 140 et 8 840 kg, il propulse le Super Duty sur le marché des pickups de catégorie 5. Uniquement disponible en châssis-cabine, les deux versions étaient équipées de roues arrière jumelées.
Bien que largement destinés aux acheteurs des flottes, les F-450 et F-550 étaient configurables dans les niveaux de finition XL, XLT et Lariat disponibles pour les acheteurs de pickups Super Duty. Le seul moteur essence était le V10 de 6,8 L tandis que le PowerStroke de 7,3 L était l'option Diesel; en 2003, il a été remplacé par le PowerStroke de 6,0 L.
En 2005, les F-450 et F-550 ont reçu les mêmes mises à jour extérieures que le reste de la gamme Super Duty, avec un pare-chocs avant et des ailes avant allongés; le F-550 a reçu un essieu avant "à voie large" pour affiner son rayon de braquage.

### Mondial
La première génération de Ford F-350 Super Duty a également été assemblée de 1999 à 2010 au Venezuela en tant que petit pick-up commercial. Pour ce marché, le F-350 était équipé du moteur V8 Triton de 5,4 L, d'une transmission manuelle à 5 vitesses et d'un choix de 4x2 ou 4x4.
Les pickups Ford Super Duty étaient construits au Brésil, avec des moteurs différents de leurs homologues nord-américains et moins d'options, initialement entre 1999 et 2011, avec une réintroduction limitée du F-350 en 2014. La variante à double roue arrière du F-350 est connue localement sous le nom de F-4000. Ils étaient largement exportés vers l'Australie (F-250 et F-350), l'Afrique du Sud (F-250) et l'Argentine (F-250, rebaptisé F-100, et les F-350 à doubles roues arrière rebadgés F-4000), suivant généralement les spécifications brésiliennes (avec un changement évident de l'emplacement du poste de pilotage dans les versions destinées à l'Australie, l'Afrique du Sud et d'autres marchés avec conduite à droite) mais l'Australie avait une plus large gamme d'options en paire avec ses homologues américains, y compris la transmission automatique et les moteurs V8. Le SuperCab n'a jamais été officiellement disponible au Brésil et sur les marchés d'exportation régionaux (Uruguay et Argentine), mais il a été fabriqué en conduite à droite pour l'exportation vers l'Australie. L'Afrique du Sud n'avait que le moteur MWM et la transmission manuelle à 5 vitesses, avec l'option de 2 roues motrices et 4 roues motrices pour la cabine simple tandis que la double cabine avait 4 roues motrices en standard.

## Deuxième génération (2008-2010)
Le Super Duty de deuxième génération était censé faire ses débuts pour l'année modèle 2007, mais des problèmes de qualité l'ont repoussé à l'année modèle 2008. Il est doté d'un tout nouveau moteur Diesel V8 Power Stroke de 6,4 L avec injecteurs piézoélectriques et turbos séquentiels pour remplacer le problématique moteur Diesel V8 Power Stroke monoturbo de 6,0 L. Le nouveau moteur produit 355 ch (260 kW) et 880 N m de couple. Le véhicule a eu sa première exposition officielle à la Texas State Fair en 2006. Ford a commencé à prendre des commandes en janvier 2007. Le premier pick-up F-450 de 2008 vendu au public a été livré à Randy Whipple de Muskegon, Michigan en février 2007.
Situé près de la même zone du tableau de bord que sur la génération précédente (mais légèrement à droite et plus directement en dessous de la radio), cette génération du Super Duty a le même CFR (contrôleur de frein pour remorque) TowCommand de Ford et 4 commutateurs AUX Upfitter avec la même configuration que sur la génération précédente.
Il y a, en option, un marchepied coulissant dissimulé et une barre d'appui relevable dans le hayon arrière pour un accès facile.
Ford présente son tout nouveau «Réchauffeur de cabine supplémentaire à chauffage rapide», uniquement disponible dans les pickups Super Duty équipés du moteur Diesel et de la transmission automatique TorqShift. En hiver, il élève rapidement la température de l'habitacle à un niveau confortable jusqu'à ce que le moteur soit suffisamment chaud pour effectuer le travail.
L'intérieur du Super Duty a été entièrement repensé, avec un nouveau groupe d'instrumentations (avec un centre de messageries amélioré), ainsi qu'un nouveau volant, un nouveau contour du tableau de bord central, des nouveaux panneaux de porte intérieurs et des nouvelles garnitures de siège. Une radio satellite Sirius, une prise d'entrée audio auxiliaire de 3,5 mm (pour tous les modèles équipés d'un lecteur CD), un nouveau système audio «premium» avec un amplificateur externe et un caisson de basses et un système de radio navigation GPS avec un écran tactile étaient toutes de nouvelles fonctionnalités. En 2009, le système de divertissement Ford SYNC est devenu disponible sur certains niveaux de finition, ajoutant pour la première fois les appels mains libres en Bluetooth et la diffusion audio avec stéréo sans fil via A2DP et un port USB sur le Super Duty.

### Finition
Cette 2e génération du Super Duty comprend le F-250 Super Duty (à partir de 22 380 $), le F-350 Super Duty (à partir de 24 025 $) et le tout nouveau F-450 Super Duty (à partir de 39 205 $). Les F-250 et F-350 Super Duty ont essentiellement les mêmes spécifications de charge utile et de remorquage que la génération précédente.
La gamme de modèles pour les F-250 et F-350 Super Duty de 2010 sont le XL (à partir de 25 300 $), XLT (à partir de 28 845 $), Lariat (à partir de 36 420 $), Cabela's (à partir de 42 655 $), King Ranch (à partir de 42 955 $) et Harley-Davidson (à partir de 56 925 $).
La gamme de modèles pour le F-450 Super Duty sont le XL (à partir de 44 145 $), XLT (à partir de 49 525 $), Lariat (à partir de 52 965 $), King Ranch (à partir de 56 955 $) et le Harley-Davidson (à partir de 62 625 $)
Le modèle FX4, qui n'était autrefois que la finition optionnelle Off Road 4x4 qui pouvait être ajoutée à n'importe quel modèle de la gamme, est remplacé par la finition 4x4 Off Road. Le FX4 est devenu un modèle à part entière. Il avait toujours les mêmes spécifications que la génération précédente, mais c'était une finition plus sportive. Le modèle FX4 a été abandonné pour l'année modèle 2010 et a été ramené à la finition optionnelle Off Road 4X4.
- XL inclus : Rembourrage en vinyle, V8 Triton de 5,4 L, jantes en acier de 17 pouces avec pneus toutes saisons, banquette arrière rabattable (Crew Cab XL), une chaîne stéréo AM/FM avec horloge numérique et 2 haut-parleurs, revêtement de sol en vinyle noir, visières, lampes halogènes à faisceau scellé, fenêtres manuelles, serrures manuelles et rétroviseurs manuels.
- XLT ajoute : Jantes en acier de 18 pouces, rembourrage en tissu, support lombaire, serrures électriques, rétroviseurs électriques, vitres électriques avec vitre côté conducteur automatique, climatisation, une chaîne stéréo AM/FM avec lecteur monodisque et capacité MP3, une prise d'entrée auxiliaire, une horloge numérique et quatre haut-parleurs, régulateur de vitesse, revêtement de sol en moquette de couleur coordonnée, volant inclinable et double phares à faisceau.
- FX4 (2008-2009) ajoute : Roues de 17 pouces en aluminium forgé avec pneus tout-terrain, phares automatiques, entrée éclairée, entrée sans clé avec clavier pour la porte conducteur, verrou de sécurité et allumage antivol, une alarme de sécurité, rembourrage FX4 en tissu, tapis de sol toutes saisons noirs, jauges à face métallique avec instrumentations à face chromée, console au pavillon avec rangement pour lunettes de soleil et un volant gainé de cuir noir.
- Lariat ajoute : Sièges conducteur et passager à commande électrique, sellerie cuir, climatisation automatique, centre de messagerie amélioré avec distance avant réservoir vide et boussole, volant gainé de cuir de couleur assortie avec commandes audio, visières avec miroirs éclairés et accents de style grain de bois pour le tableau de bord et ensuite Ford SYNC.

### Éditions spéciales
En 2008, Ford et Harley-Davidson ont à nouveau uni leurs forces pour sortir une nouvelle édition spéciale du Super Duty. La finition Harley-Davidson était disponible sur les modèles F-250 et F-350 à cabine multiplace et à roues arrière simples. Le moteur essence n'était plus offert avec la finition, à la place, un turbodiesel Power Stroke de 6,4 L était standard. Des sièges du milieu uniques en cuir bicolore noir et cuivre poudré avec un logo Harley-Davidson, une console centrale garnie de cuir, un groupe de jauges unique et des tapis de sol en moquette brodés complétaient les caractéristiques intérieures. Des roues de 20 pouces, une calandre de style "billet", des phares noircis, des marches de cabine éclairées, des rétroviseurs Powerscope couleur carrosserie rabattables électriquement, un tapis de benne en caoutchouc avec logo Harley-Davidson et un badge spécial étaient les points forts de l'extérieur. Le pick-up pouvait être commandé avec deux thèmes extérieurs uniques, un look monochrome noir avec des graphismes sur le côté de la carrosserie ou un look bicolore noir et cuivre vintage avec un lettrage Harley-Davidson tridimensionnel chromé. Une chaîne stéréo Audiophile premium à 8 haut-parleurs avec caisson de basses était de série, tandis qu'un système de navigation sur DVD était en option. Le système de divertissement DVD à l'arrière avec écran de 20 cm était également en option, mais ne pouvait pas être commandé avec le toit ouvrant électrique.
Toujours en 2008, une finition 60th Anniversary était disponible pour célébrer les 60 ans de la gamme F-Series, comprenant une peinture bicolore, des garnitures chromées supplémentaires et un badge spécial. 2500 unités devaient être construites. Il n'a été fabriqué qu'avec la finition XLT.
La finition Harley-Davidson est revenue en 2009 avec quelques changements. Pour la première fois, la finition Harley-Davidson était proposée sur le pick-up F-450 à doubles roues arrière. L'intérieur était garni de cuir tout noir, au lieu du bicolore de 2008. De nouvelles couleurs étaient proposées, Black avec des bandes de style ruban de flammes, Black avec des flammes peintes en Vista Blue et Dark Blue Pearl avec des flammes peintes en Vista Blue. Le spray ToughBed de Ford sur la doublure de la benne et une caméra de recul étaient proposés en option.
En 2010, seuls des changements mineurs ont été apportés. Dark Blue Pearl a été supprimé des options de couleur au profit de Black avec des flammes peintes en Tuxedo Black et la caméra de recul a été rendue standard. 2010 a été la dernière année où Ford a offert une édition Super Duty Harley.
De 2009 à 2010, l'édition spéciale Cabela était disponible en configuration FX4 Crew Cab. Cette version comprenait une finition de base et une finition de luxe. La finition de base comprenait des sièges du milieu en tissu, garniture en bois sur la console centrale, tapis de sol toutes saisons, rangement d'armes à feu verrouillable à l'avant et à l'arrière et une radio AM/FM. La finition de luxe comprend tout ce qu'il y a dans la finition de base, mais comprend des sièges en cuir et une navigation basée sur la radio. De plus, les deux versions sont dotées d'un badge spécial et d'options de peinture bicolore.

### Groupe motopropulseur
Les deux mêmes moteurs essence sont repris et évalués exactement de la même manière pour la 2e génération. Le V8 SOHC à 3 soupapes de 5 408 cm3 est de série. Le V10 SOHC à 3 soupapes de 6 802 cm3 était toujours une option à 699 $ par rapport au V8 de 5,4 L. Le moteur Diesel V8 Power Stroke OHV de Navistar à 4 soupapes de 6,4 L était l'option de moteur Diesel et était une option à 6 895 $ par rapport au V8 de 5 408 cm3.
| Modèle          | Années    | Type                       | Puissance       | Couple  |
| --------------- | --------- | -------------------------- | --------------- | ------- |
| V8 Triton SOHC  | 2008-2010 | V8 à 24 soupapes de 5,4 L  | 304 ch (224 kW) | 495 N m |
| V10 Triton SOHC | 2008-2010 | V10 à 30 soupapes de 6,8 L | 367 ch (270 kW) | 620 N m |

| Modèle                                                    | Années    | Type                                                              | Puissance                      | Couple                 |
| --------------------------------------------------------- | --------- | ----------------------------------------------------------------- | ------------------------------ | ---------------------- |
| PowerStroke de 6,4 L (moteur MaxxForce 7 d'International) | 2008-2010 | Moteur Diesel V8 suralimenté à 32 soupapes séquentielles de 6,3 L | 355 ch (261 kW) à 3 000 tr/min | 881 N m à 2 000 tr/min |

### Pick-up F-450
Le point unique à souligner pour les F-450 de 2008, 2009 et 2010 est qu'ils ont une benne de ramassage de production régulière, qui n'étaient auparavant proposés qu'en tant que châssis-cabine. Il dispose de 2 rapports d'essieu, 4,30 et 4,88:1. Le F-450 Super Duty avec la finition optionnelle de remorquage haute capacité augmente le poids nominal brut combiné de 11 800 à 15 000 kg. La charge utile maximale est de 2 780 kg. Le remorquage maximal est de 11 100 kg (rapport d'essieu de 4,88)/9 300 kg (rapport d'essieu de 4,30). Il est livré de série avec la cabine multiplace, benne de 2 m de long, DRA (doubles roues arrière), essieu arrière à glissement limité, roues forgées de 495 mm avec 10 crampons fabriquées par Alcoa, finition de remorquage et le CFR (contrôleur de freinage de remorque) TowCommand. Le seul moteur offert dans le F-450 Super Duty est le V8 Power Stroke turbodiesel séquentiel de 6,4 L. Le F-450 est équipé d'une boîte manuelle à 6 vitesses de série ou d'une transmission automatique TorqShift à 5 vitesses en option.

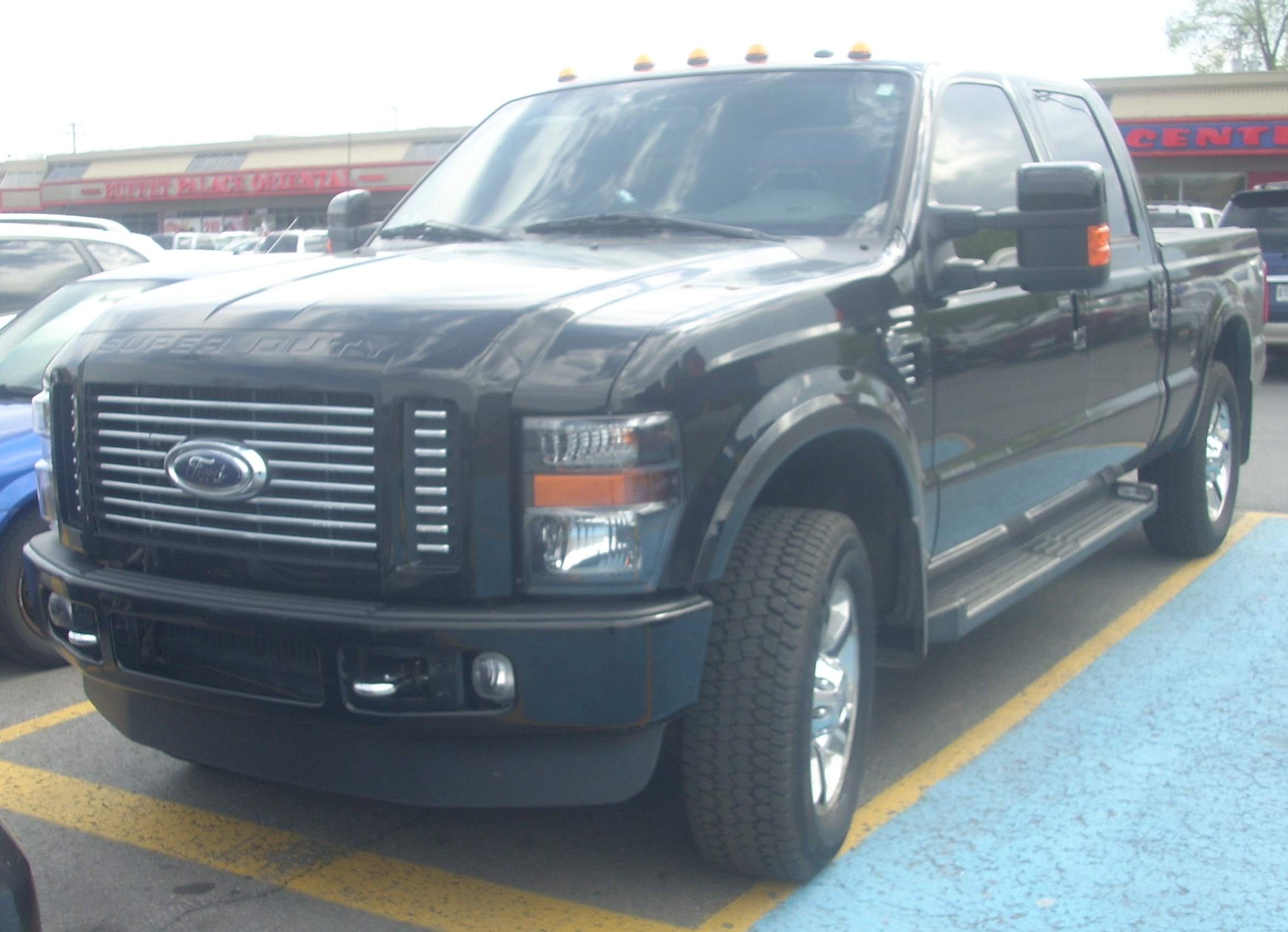
Ford F-250 Super Duty Harley-Davidson à cabine multiplace
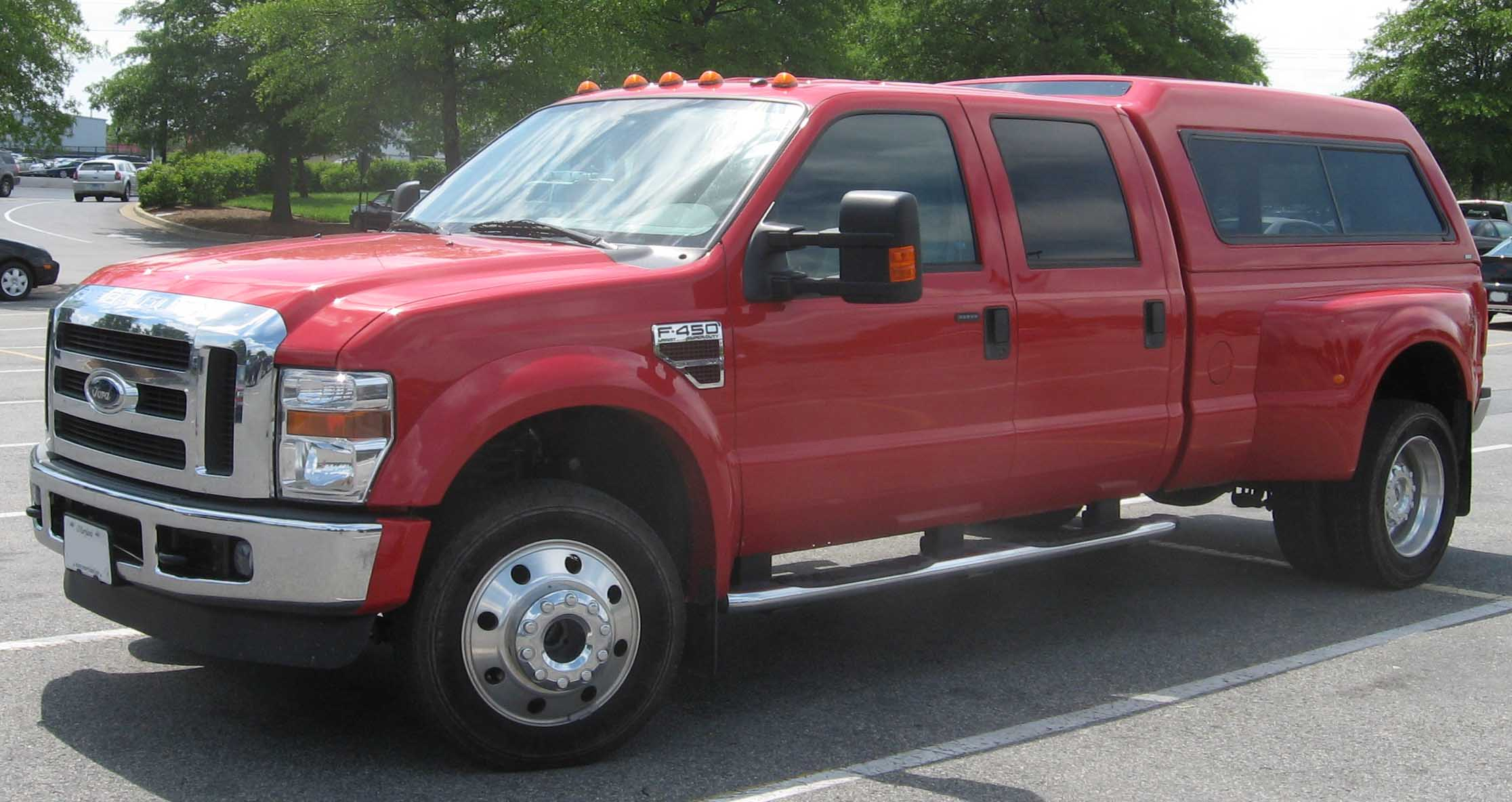
Ford F-450 à cabine multiplace de 2008
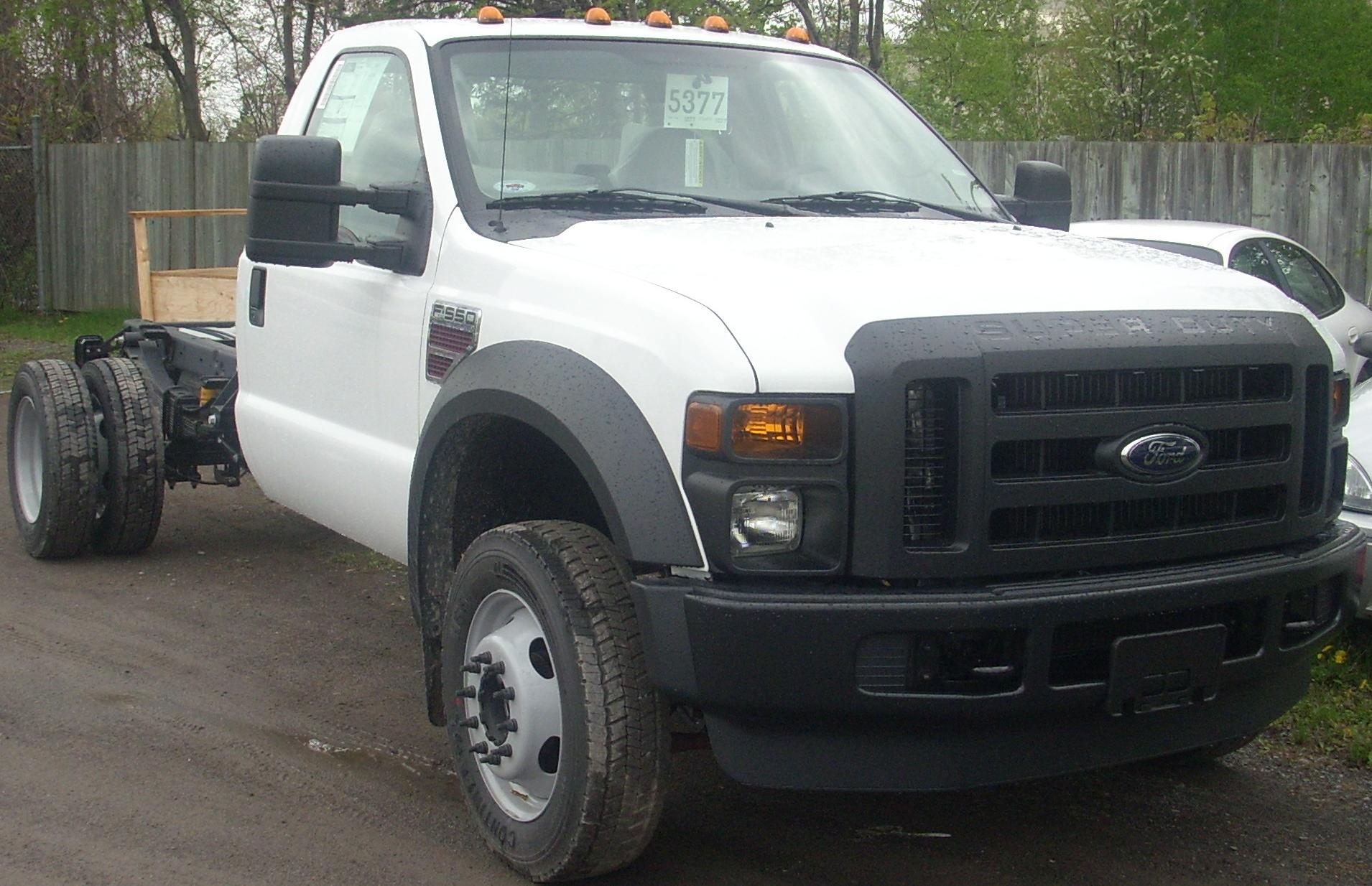
Ford F-550 Super Duty

## Troisième génération (2011-2016)
La gamme Super Duty a reçu une grande mise à niveau extérieure qui comprend un nouveau carénage avant plus grand. Ses moteurs ont également été améliorés pour mieux rivaliser avec les nouveaux Silverado HD et Ram HD. Ford a déclaré au Salon de l'auto de Chicago 2011 que les pickups de 2011 ont le châssis en acier le plus épais de tous les pickups lourds, cela était dû au cadre ayant le même design que celui qui a fait ses débuts en 1999. Le Ford F-Series Super Duty de 2011 a reçu le prix «Topline Pulling Power» de Truckin en 2011. Il a également remporté le prix du meilleur «cheval de travail» de Popular Mechanics en 2011 et le meilleur «Gear of the Year» dans la catégorie pickups.
Le F-450 est capable de remorquer 11 100 kg et a une charge utile maximale de 2 230 kg. Le F-350 a une capacité de remorquage maximale de 9 800 kg et une charge utile de 1 710 à 2 090 kg selon la configuration. Chaque moteur est couplé à une transmission automatique TorqShift 6R140 robuste à six vitesses. Le Ford F-250, le F-350 et le F-450 sont tous proposés avec les niveaux de finition XL, XLT, Lariat, King Ranch et Platinum.
Les pickups Ford Super Duty de 2e génération reliftés sont assemblés à l'usine des pickups Ford du Kentucky, avec une production supplémentaire pour d'autres pays au Venezuela et au Mexique. Au Venezuela, le F-350 Super Duty est proposé en tant que petit pick-up tronqué et à usage commercial doté d'un moteur essence V8 de 6,2 L avec une transmission manuelle TREMEC TR-4050 à 5 vitesses avec un choix de roues motrices 4x2 ou 4x4. Depuis 2012, en raison de la réglementation gouvernementale, le F-350 Super Duty vénézuélien est équipé d'usine pour utiliser à la fois du gaz naturel et de l'essence. Le F-250 Super Duty a également été récemment réintroduit sur ce marché après dix ans. Il est commercialisé avec le même moteur que le F-350 vénézuélien, mais uniquement avec une transmission automatique à 6 vitesses, une option de traction 4x2 ou 4x4 avec les configurations de cabine simple et double.
Une caractéristique unique au Super Duty de 2011 est l'ajout d'un différentiel verrouillable. Il n'est disponible que pour le F-250 et les F-350 4x4 à roues arrière simples avec un essieu arrière Sterling 10,5. C'est une option à 390,00 $ US. Le F-250 Diesel repose sur des freins à dépression, tandis que le F-350 repose sur des freins Hydro-boost. Les deux versions essence du F-250 et du F-350 à roues arrière simples utilisent une suralimentation par dépression. Le F-250 est un pick-up de catégorie 2. Alors que les F-350 à roues arrière simples, les F-350 à doubles roues arrière et le F-450 sont des pickups de catégorie 3. Les F-250 et F-350 (roues arrière simples et doubles roues arrière) ont des freins avant de 347 mm et des freins arrière de 340 mm. Les F-250 et F-350 de 2015-2016 sont équipés de freins à disque ventilé de 363 mm sur les essieux avant et arrière, une amélioration apportée pour ces années modèles. Le pick-up F-450 a des freins avant de 369 mm et des freins arrière de 390 mm. Le F-450 a une voie plus large que le F-350. Le F-450 reste disponible en tant que pick-up châssis-cabine de catégorie 4.
Les pickups faisaient autrefois l'objet d'une enquête de la National Highway Traffic Safety Administration pour des défaillances de direction, mais l'enquête a révélé que les défaillances étaient une erreur du conducteur et n'avaient rien à voir avec la conception.
Pour l'année modèle 2011, le contour du tableau de bord central du Super Duty de deuxième génération (2008-2010) a été conservée, bien que des fonctionnalités telles qu'un écran d'affichage LCD couleur sur le tableau de bord et un système audio amplifié haut de gamme Sony avec caisson de basses soient désormais disponibles. Une prise d'entrée audio auxiliaire est désormais standard sur tous les modèles Super Duty, quel que soit le choix de la radio.
En 2013, le niveau de finition haut de gamme du Super Duty pouvait être commandé avec le nouveau système d'infodivertissement MyFord Touch avec Ford SYNC, qui comprenait un écran tactile de huit pouces, un système de caméra de recul arrière et une radio HD. Le contour du tableau de bord central de ces pickups a été légèrement repensée pour accueillir le nouveau système d'infodivertissement, qui est également associé au système audio amplifié haut de gamme Sony avec caisson de basses.

### Finition
- XL inclus : Rembourrage en vinyle, sièges manuels avec porte-gobelets et bac de rangement à l'avant, serrures manuelles, fenêtres manuelles, jantes en acier de 17 pouces (F-250/350) ou jantes en aluminium de 17 pouces (F-450), contrôleur de freinage de remorque (CFR), climatisation manuelle, revêtement de sol en vinyle noir, centre de messageries en cas de dysfonctionnement, rétroviseurs de remorquage manuel et une chaîne stéréo AM/FM avec horloge numérique et 2 haut-parleurs.
- XLT ajoute : Jantes en aluminium de 17 pouces, contrôleur de freinage de remorque, délai accessoire, serrures électriques, vitres électriques avec vitre côté conducteur automatique, régulateur de vitesse, clés MyKey pour le propriétaire, alarme de sécurité, vitres arrière teintées, entrée sans clé, rétroviseurs chauffants avec clignotants et une chaîne stéréo AM/FM avec lecteur monodisque compatible MP3, une prise d'entrée auxiliaire et 4 haut-parleurs.
- Lariat ajoute : Rembourrage en cuir, passage dans la console centrale avec rangement verrouillable, une prise de courant de 120 V, aide au stationnement en marche arrière, sièges avant garnis de cuir avec réglage électrique, climatisation avec contrôle automatique de la température, rétroviseur à atténuation automatique, centre de messagerie amélioré, une chaîne stéréo AM/FM haut de gamme avec lecteur monodisque, capacité MP3, prise d'entrée auxiliaire, radio satellite SIRIUS, commandes audio au volant et 8 haut-parleurs avec caisson de basses, phare automatique avec fonction pluie, phares antibrouillard, lunette arrière électrique coulissante, rétroviseurs électriques chauffants avec projecteurs et clignotants, clavier d'entrée SecuriLock, poignées couleur carrosserie et Ford SYNC.
- King Ranch ajoute : Sièges garnis de cuir chaparral, sièges avant chauffants et refroidissants, volant gainé de cuir chaparral avec commandes audio, siège conducteur, pédales et rétroviseurs à mémoire, caméra de vision arrière, démarrage à distance, logo King Ranch sur les sièges et le sol et rétroviseurs couleur carrosserie.

### Groupe motopropulseur

#### Moteurs
Le Ford Super Duty de 2011 est disponible avec un moteur essence ou Diesel. L'option essence est un V8 Boss SOHC à 2 soupapes de 6,2 L de Ford compatible avec de l'E85, il développe 390 ch (287 kW) et 549 N m de couple en-dessous du poids nominal brut du véhicule de 4 500 kg et 316 ch au-dessus du poids nominal brut du véhicule de 4 500 kg. Le Diesel est le nouveau V8 Power Stroke de 6,7 L, produisant 395 ch (291 kW) et 997 N m de couple. Le nouveau moteur est un produit entièrement Ford, contrairement aux moteurs Diesels précédents, réduisant ainsi les coûts de développement et les délais d'expédition. Le V10 de 6,8 litres a été abandonné des modèles Super Duty standards, mais il est toujours en option avec les F-450 et F-550 châssis-cabines, couplés à une transmission automatique à 5 vitesses.
Peu de temps après le dévoilement du V8 Power Stroke de 6,7 L, GM a dévoilé les Chevrolet Silverado et GMC Sierra 3500HD de 2011 avec le V8 Duramax turbodiesel de 6,6 litres, développant 402 ch (296 kW) et 1 037 N m de couple. Ford a rapidement réagi en augmentant la puissance du Power Stroke à 406 ch (298 kW) et 1 100 N m de couple quelques mois seulement après sa sortie initiale. Pour les clients qui ont acheté un Super Duty avec le V8 Power Stroke d'origine, Ford a offert une mise à niveau gratuite chez les concessionnaires pour avoir le nouveau niveau de sortie. La puissance et le couple ont été portés à 446 ch (328 kW) et 1 170 N m de couple sur les modèles de 2015.
| Modèle          | Années    | Type                       | Puissance       | Couple  |
| --------------- | --------- | -------------------------- | --------------- | ------- |
| V8 Boss SOHC    | 2011–2016 | V8 à 16 soupapes de 6,2 L  | 390 ch (287 kW) | 549 N m |
| V10 Triton SOHC | 2011–2016 | V10 à 30 soupapes de 6,8 L | 367 ch (270 kW) | 620 N m |

| Modèle                                            | Années    | Type                                                | Puissance | Couple                                                                   |
| ------------------------------------------------- | --------- | --------------------------------------------------- | --- | ------------------------------------------------------------------------ |
| PowerStroke de 6,7 L (moteur V8 Scorpion de Ford) | 2011–2016 | Moteur Diesel V8 suralimenté à 32 soupapes de 6,7 L | Avant août 2010: 395 ch (291 kW) à 2 800 tr/min 2011-2014: 406 ch (298 kW) à 2 800 tr/min 2015-2016: 446 ch (328 kW) à 2 800 tr/min | 997 N m à 1 600 tr/min 1 085 N m à 1 600 tr/min 1 166 N m à 1 600 tr/min |

#### Transmission
Aucune transmission manuelle n'est disponible aux États-Unis, mais au Mexique et au Venezuela, le F-350 est disponible avec une boîte manuelle à 5 vitesses. La transmission automatique dispose d'un mode manuel. La transmission du moteur Diesel dispose en option d'une prise de force et c'est une unité "live-drive". "Live-drive" signifie que la prise de force est directement connectée au vilebrequin du moteur, tandis que la transmission Allison 1000 de GM et la transmission Aisin de Ram utilisent un convertisseur de couple ou un embrayage (selon qu'il s'agit d'une transmission automatique ou manuelle, respectivement).
| 6R140   |       |       |       |       |       |       |        |
| Vitesse | 1     | 2     | 3     | 4     | 5     | 6     | R      |
| Rapport | 3,974 | 2,318 | 1,516 | 1,149 | 0,858 | 0,674 | -3,280 |

#### Système de refroidissement
Uniquement avec le moteur Diesel de 6,7 L, il existe 2 circuits de refroidissement distincts :
- 1.Système haute température fonctionnant à 194 degrés pour refroidir le moteur.
- 2.Système basse température avec un liquide de refroidissement à 122 degrés pour les éléments suivants;
  - refroidisseur de carburant
  - système EGR
  - fluide de transmission
  - refroidisseur air-eau intermédiaire

Une pompe à entraînement par courroie montée plus bas, côté conducteur fait circuler le liquide de refroidissement à haute température, tandis qu'une pompe à entraînement par courroie séparée montée plus haut côté passager fait circuler le liquide de refroidissement à basse température.

### Pick-up F-450
Le pick-up F-450 n'est disponible que dans une seule configuration; une cabine multiplace avec une benne de 2,44 m et double roue arrière. La seule combinaison de groupes motopropulseurs est le V8 Powerstroke turbodiesel de 6,7 L couplé à la transmission automatique TorqShift à six vitesses (les pickups de l'année modèle 2020 et plus sont couplés à la transmission automatique TorqShift à dix vitesses). Les finitions incluent XL, XLT, Lariat, King Ranch et Platinum.
- Empattement : 4 379 mm (double cabine, longue benne)
- Charge utile : 2 230 kg (2011), 2 390 kg (2012), 2 667 kg (2013), 2 470 kg (2015)
- Capacité de remorquage : 11 000 kg (2011), 11 100 kg (2012), 11 200 kg (2013), 14 150 kg (2015)
- Poids nominal brut sur l'essieu avant : 2 700 kg
- Poids nominal brut sur l'essieu arrière : 4 130 kg
- Poids nominal brut du véhicule : 5 900 kg (2011), 6 000 kg (2012), 6 350 kg (2013), 6 350 kg (2015)
- Poids nominal brut combiné : 15 000 kg, 18 150 kg (2015)
- Rapport de démultiplication de l'essieu : 4,30:1
- 4x4 seulement. Pas de deux roues motrices.
- Les roues Alcoa forgées sont les seules roues disponibles.
  - LT245/75R17 (2011-2014)
  - MT225/70R19.5 (2015-2016)

### Châssis cabine
Les modèles châssis-cabine ont également été mis à jour en utilisant le nouveau style de carrosserie de 2011. Les châssis-cabines de l'industrie Ford étaient encore évalués avec un poids nominal brut du véhicule maximal de 8 850 kg. Le poids brut combiné a été augmenté de 9 000 à 16 900 kg maximum, 2 300 kg de plus que le concurrent le plus proche.

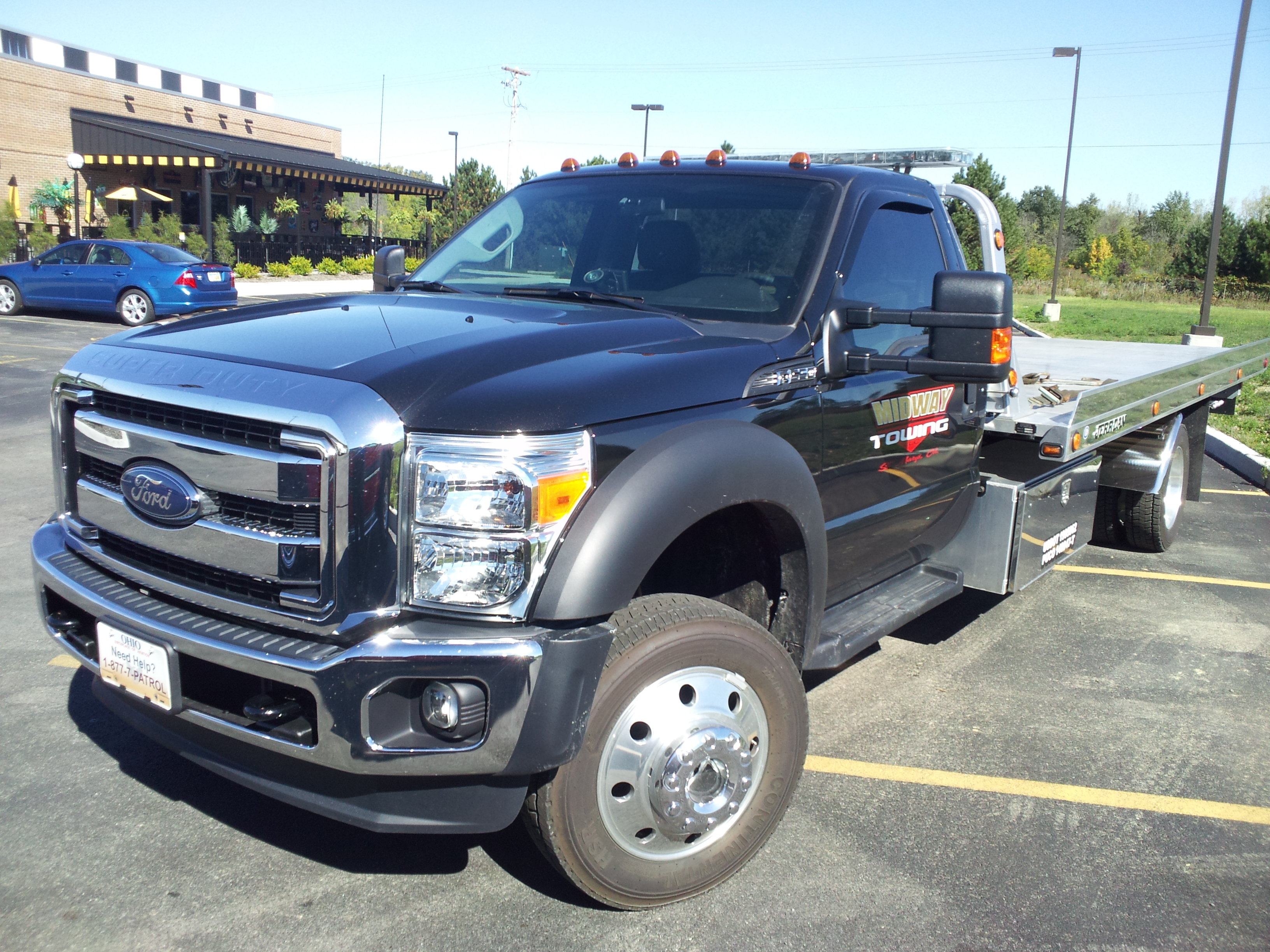
F-550 4x4 à simple cabine dépanneuse de 2013

## Quatrième génération (2017-aujourd'hui)

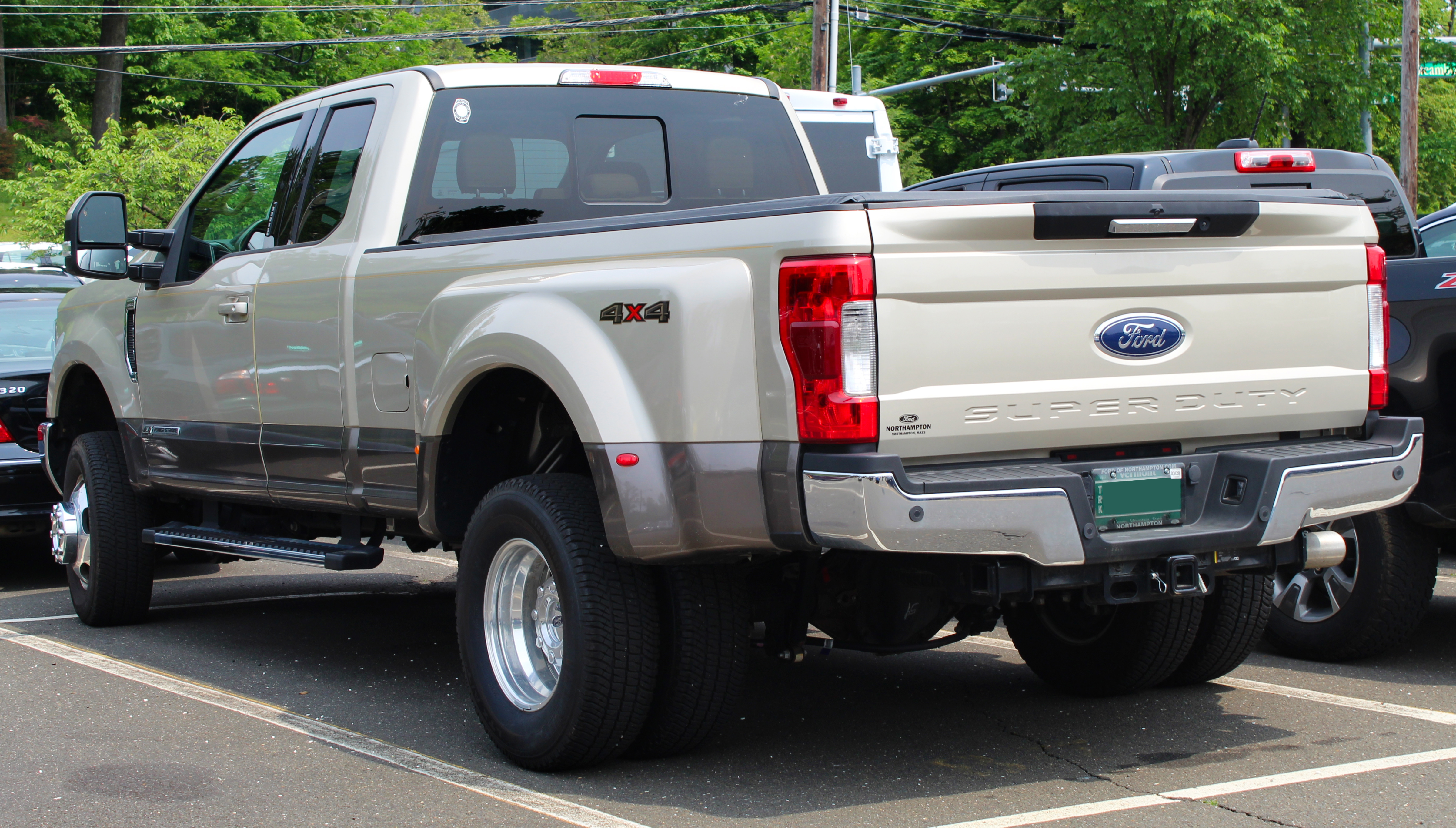
F-350 SuperCab à roues jumelées arrière de 2017-2019

Le 24 septembre 2015, Ford a dévoilé la gamme Ford Super Duty de 2017 à la State Fair of Texas 2015. Il s'agit de la première toute nouvelle gamme de Super Duty depuis leurs débuts en 1998, le cadre est composé de 95 % d'acier à haute résistance et la carrosserie (comme celle du F-150) est en alliage d'aluminium 6000-Series, annoncé comme un alliage d'aluminium de qualité militaire à haute résistance,.
Pour la première fois depuis 1999, les gammes Super Duty et F-150 sont construites en utilisant la même cabine pour mieux concurrencer les pickups lourds de GM, Ram et Nissan. Dans un changement majeur, la calandre autonome et les ailes avant étagées vues depuis 1998 ont été éliminées à l'extérieur. La calandre à 2 barres introduite en 2011 a été élargie, intégrant les phares dans son design.
Dans un passage à une carrosserie à forte intensité d'aluminium, similaire à celle du F-150, Ford a potentiellement créé 318 kg d'économies de poids; malgré l'ajout de composants de châssis et de transmission plus robustes, le Super Duty de 2017 pèse jusqu'à 160 kg de moins que les modèles de 2016 comparables. Ford a renforcé le cadre et la transmission avec des arbres de transmission, des essieux, des freins, du matériel de remorquage et une boîte de transfert à 4 roues motrices renforcés. Les pickups F-250 et F-350 sont construits sur un châssis entièrement caissonné; les modèles châssis-cabine sont fabriqués sur un châssis caissonné jusqu'à l'arrière de la cabine et de conception à canal en C ouvert à l'arrière.
Pour la production de 2017, la gamme Super Duty partage sa gamme de groupes motopropulseurs avec son prédécesseur de 2016 : un moteur essence V8 de 6,2 L, un V10 de 6,8 L (F-450 et supérieur), avec un V8 Diesel de 6,7 L disponible dans toutes les versions. Le moteur essence V8 de 6,2 L reste à 390 ch (287 kW), mais le couple passe de 549 N m à 583 N m. De plus, le moteur essence V8 produit son couple maximal à plus de 700 tr/min de moins que le précédent moteur de 549 N m. Le moteur Diesel de 6,7 L reste également au même niveau de 440 ch (323 kW), mais le couple passe de 1 166 N m à 1 254 N m. Le moteur Diesel produit désormais son couple maximal à 1 800 tr/min au lieu des 1 600 tr/min dans les modèles précédents. Le F-250 reçoit une boîte automatique TorqShift-G à six vitesses tandis que tous les autres pickups Super Duty sont jumelés à la boîte automatique 6R140 à 6 vitesses. Les modèles à cabine multiplace auront un réservoir de 129 L pour la benne de 2,06 m et un réservoir de carburant de 182 L pour la benne de 2,44 m.
Le design intérieur du tout nouveau Super Duty est similaire à celui du Ford F-150 de 2015, et partage de nombreux composants avec le F-150.
Les niveaux de finition continueront d'être XL, XLT, Lariat, King Ranch et Platinum. La version Limited ne fera ses débuts qu'en 2018 pour les F-250 et F-350. Les configurations de cabine continuent d'être une simple cabine 2 portes, le SuperCab 4 portes et une cabine multiplace 4 portes (le F-450, en configuration pick-up, n'est disponible que dans cette configuration), avec des longueurs de benne courte (2,06 m) et longue (2,44 m). Le pick-up sera disponible en modèles pickups F-250, F-350 et F-450 et en modèles châssis-cabine F-350, F-450 et F-550. Tous seront disponibles dans les configurations 4X2 et 4X4. Le F-350 sera le seul modèle disponible dans les configurations à roue arrière simple (RAS) ou à double roue arrière (DRA), les F-450 et F-550 seront uniquement disponibles dans une configuration à double roue arrière (DRA), et le F-250 ne sera disponible qu'en configuration à roue arrière unique. Aux États-Unis, les prix de base vont de 32 535 $ (F-250 XL) à 77 125 $ (F-450 Platinum). Le prix complet est disponible sur le site Web du fabricant.
Le F-450 de 2018 était le premier pick-up à 100 000 $ avec l'ajout de la nouvelle version Limited, qui a fait ses débuts sur le Ford F-150.

### Moteurs
| Modèle          | Années           | Type                       | Puissance                      | Couple                 |
| --------------- | ---------------- | -------------------------- | ------------------------------ | ---------------------- |
| V8 Boss SOHC    | 2017–aujourd'hui | V8 à 16 soupapes de 6,2 L  | 390 ch (287 kW) à 5 750 tr/min | 583 N m à 3 800 tr/min |
| V10 Triton SOHC | 2017–2019        | V10 à 30 soupapes de 6,8 L | 292 ch (215 kW) à 4 000 tr/min | 575 N m à 3 000 tr/min |
| V8 Godzilla OHV | 2020–aujourd'hui | V8 à 16 soupapes de 7,3 L  | 436 ch (321 kW) à 5 500 tr/min | 644 N m à 4 000 tr/min |

| Modèle                                            | Années           | Type                                                | Puissance                                                                 | Couple                                                        |
| ------------------------------------------------- | ---------------- | --------------------------------------------------- | ------------------------------------------------------------------------- | ------------------------------------------------------------- |
| PowerStroke de 6,7 L (moteur V8 Scorpion de Ford) | 2017–2019        | Moteur Diesel V8 suralimenté à 32 soupapes de 6,7 L | 2017: 446 ch (328 kW) à 2 800 tr/min 2018: 456 ch (336 kW) à 2 800 tr/min | 2017: 1 254 N m à 1 800 tr/min 2018: 1 268 N m à 1 800 tr/min |
| PowerStroke de 6,7 L (moteur V8 Scorpion de Ford) | 2020–aujourd'hui | Moteur Diesel V8 suralimenté à 32 soupapes de 6,7 L | 482 ch (354 kW)                                                           | 1 424 N m                                                     |

Tous les moteurs seront associés à une transmission automatique "TorqShift" à 6 vitesses, les moteurs essence comportant 2 transmissions : une transmission manuelle à 5 vitesses (F-350 châssis cabine, Mexique uniquement) et la toute nouvelle transmission automatique "TorqShift-G" de Ford.
Le Super Duty sera disponible avec onze options de couleurs extérieures.

### Rappels de sécurité
Le 4 avril 2017, tous les pickups Ford F-250 Super Duty construits entre le 1er octobre 2015 et le 1er avril 2017 ont été rappelés en raison de risque de tiges inappropriées et endommagées dans le frein de stationnement et la transmission permettant au pick-up de se déplacer lorsqu'il est en position Park. Cela a touché 52 000 pickups, mais aucun blessé ni accident n'a été signalé.

### Actualisation de 2020

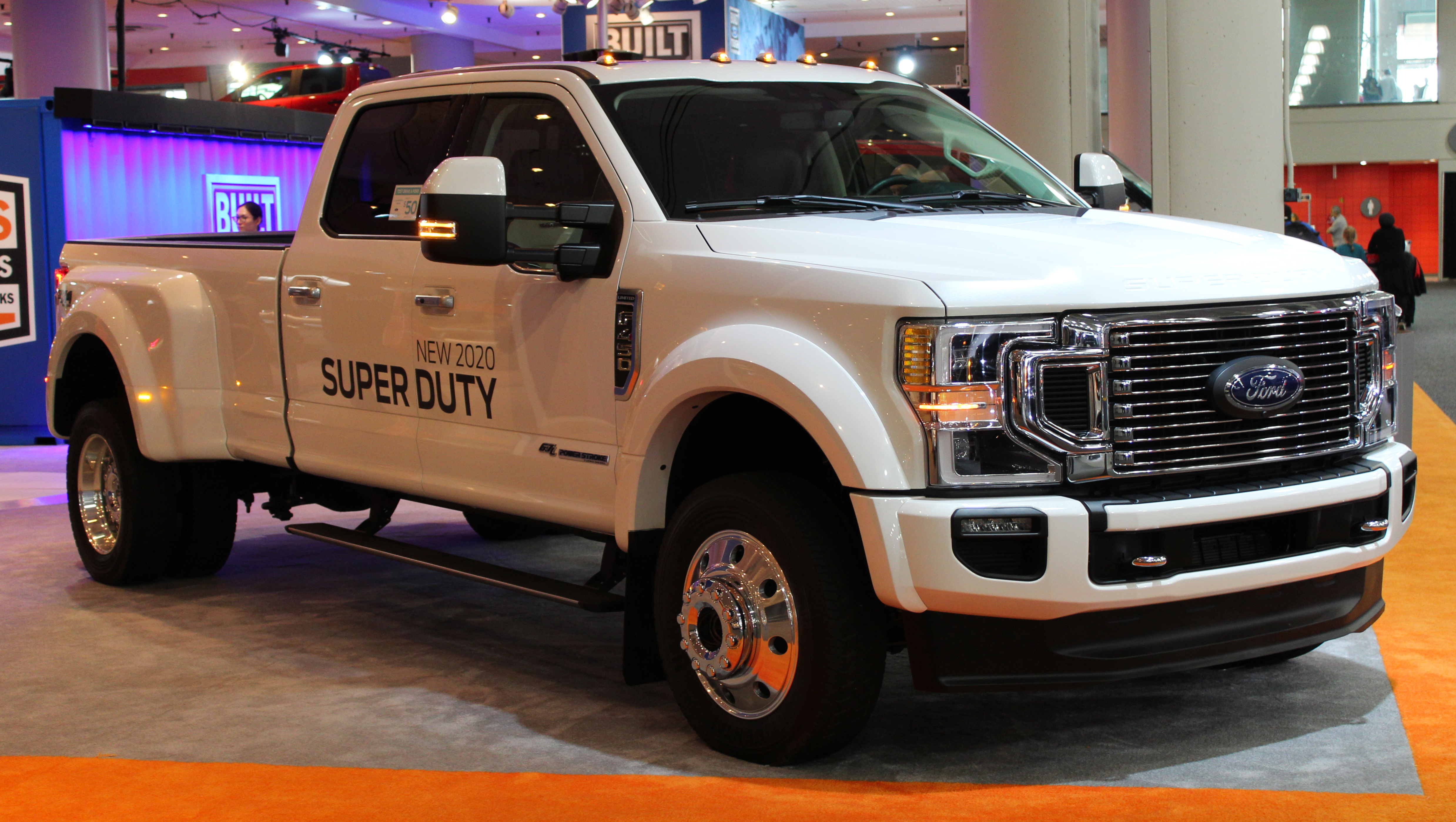
F-450 Limited de 2020

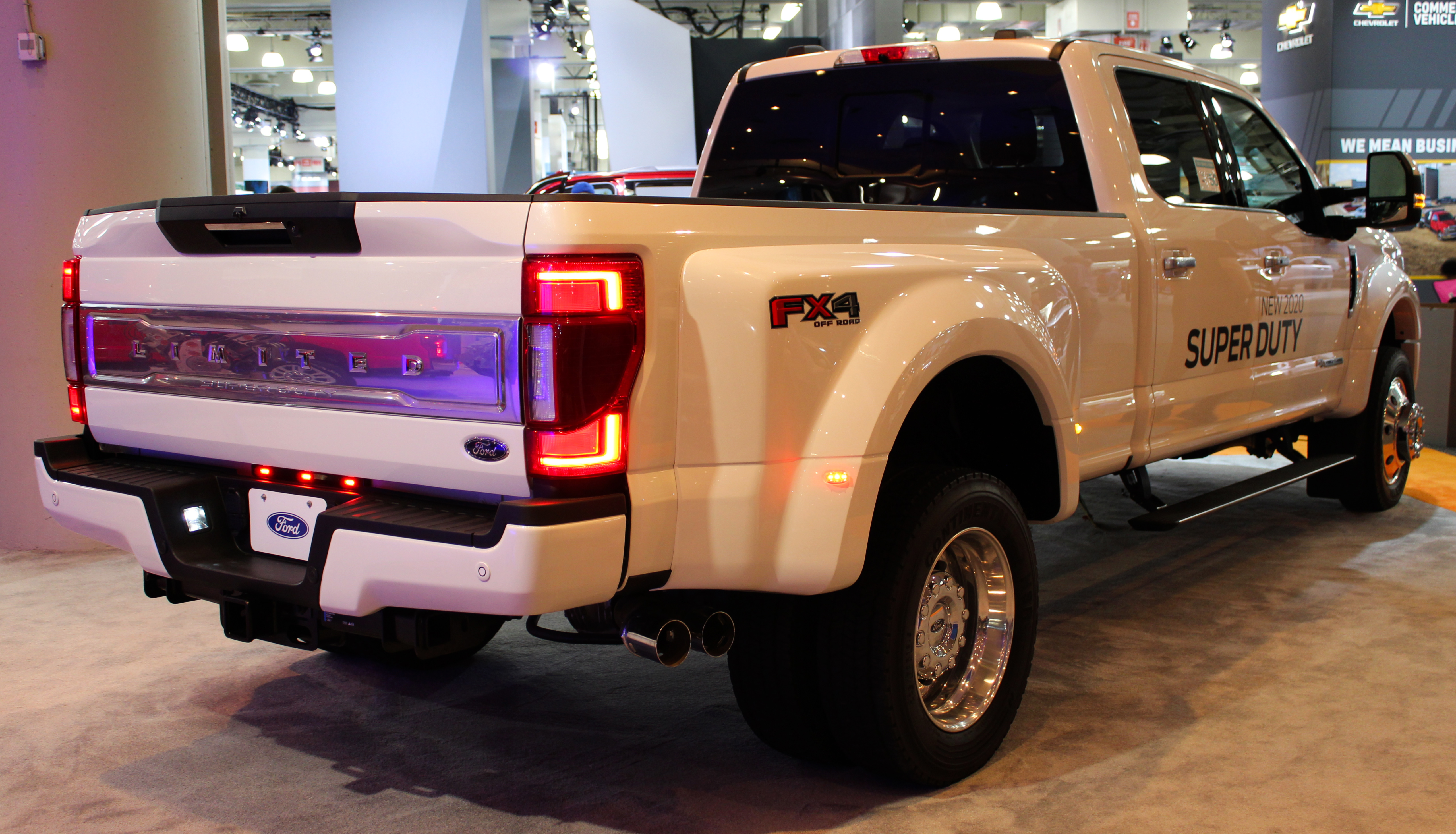
Arrière

Le Super Duty de 2020 a fait ses débuts au Salon de l'auto de Chicago 2019 en février. Il présente une conception de calandre et de hayon révisés, de nouvelles options de roues et des matériaux intérieurs de meilleures qualités pour la finition Limited. Un nouveau moteur essence de 7,3 litres est disponible. Surnommé «Godzilla», il développe 436 ch (321 kW) et 644 N m de couple. Le moteur Power Stroke de 6,7 litres a été renforcé, augmentant la puissance à 482 ch (354 kW) et 1 424 N m de couple. La transmission automatique TorqShift 10R140 de Ford à 10 vitesses est désormais de série avec les moteurs Diesel et essence de 7,3 litres sur le F-250 et tous les moteurs sur le F-350; la transmission 6 vitesses est toujours disponible, mais uniquement dans le F-250 avec le moteur de 6,2 litres.

### F-600 à poids moyen
En 2020, Ford a réintroduit le F-600, un nom qui a été utilisé pour la dernière fois à la fin des années 1990 sur un pick-up moyen. Basé sur le F-550 Super Duty, le F-600 à poids moyen présente la carrosserie et la cabine d'un Super Duty châssis-cabine traditionnel, mais il améliore le châssis par rapport au F-550 et n'offre aucune configuration de cabine en dehors de la cabine simple. Les options de cabine à essieu sont conservées. Les mises à niveau du châssis du F-600 comprennent des joints universels surdimensionnés, une modification du système d'échappement Diesel pour s'adapter aux dégagements dynamiques des plus grands croisements de joints universels, des freins améliorés et des roues plus larges (19 x 6,75 pouces au lieu de 19 x 6 pouces) pour supporter de plus large pneus (245 mm au lieu de 225 mm) pour une capacité de charge des pneus accrue. Le modèle s'adresse aux acheteurs des flottes qui ont besoin d'un poids nominal brut du véhicule plus léger que le F-650 à poids moyen, mais qui préfèrent la taille et la maniabilité du plus petit F-550 Super Duty. Disponible avec le moteur essence V8 Godzilla de 7,3 L de Ford ou le moteur V8 Powerstroke turbodiesel de 6,7 L, et associé à la transmission automatique TorqShift à 10 vitesses et à deux roues motrices (4X2) ou à quatre roues motrices (4X4), le F-600 à poids moyen a été mis en vente mi-2020.
- Freins avant : 391 mm
- Freins arrière : 400 mm
- Capacité moyenne du réservoir de carburant : 100 L
- Réservoir arrière : 151 L
- Poids nominal brut combiné : 13 600 kg
- Poids nominal brut du véhicule : 9 980 kg
- Charge utile : 6 850 kg
- Attelage : 8 400 kg
- Barre stabilisatrice avant : 35 mm {acier 5160}
- Barre stabilisatrice arrière : 31 mm {acier 5160}

### Tremor (2020)

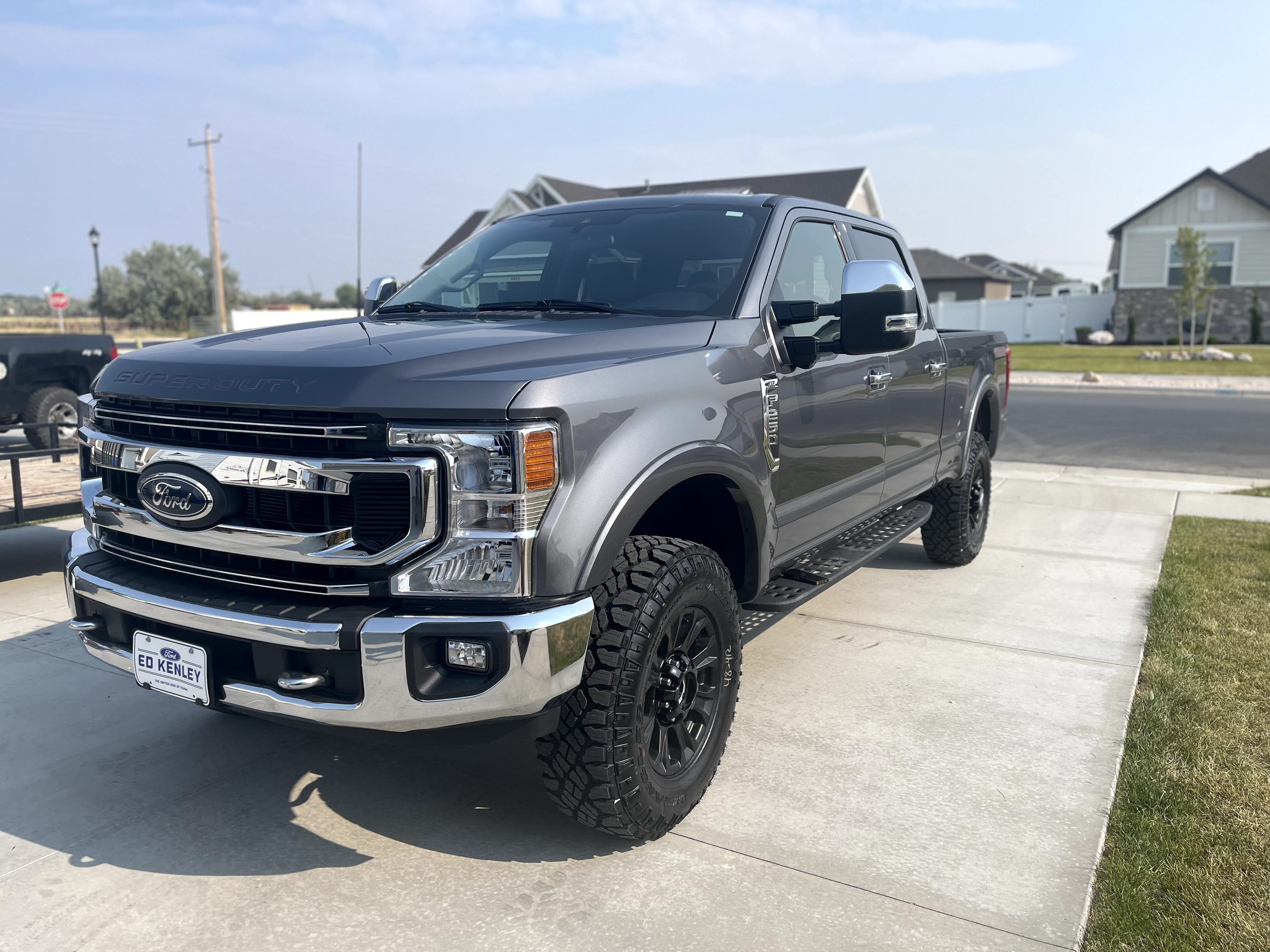
F-250 Super Duty XLT Tremor de 2021 en Carbonized Gray (avant)

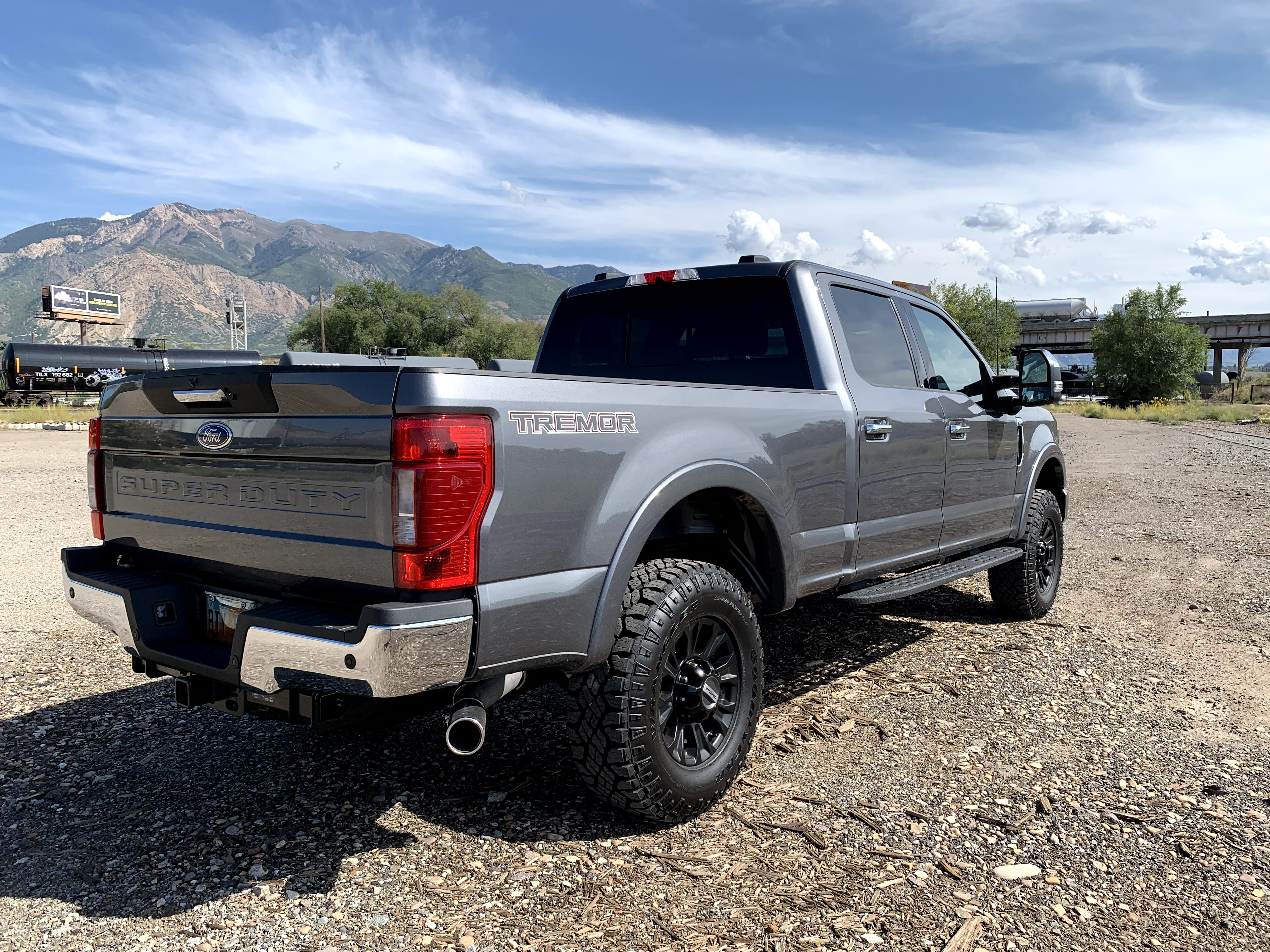
F-250 Super Duty XLT Tremor de 2021 en Carbonized Gray (arrière). Notez l'embout d'échappement unique pour le V8 Godzilla de 7,3 l

En 2020, Ford a réintroduit le nom Tremor pour les pickups F-250 et F-350 Super Duty. La plaque signalétique a été utilisée pour la dernière fois sur le Ford F-150 de 2014 en tant que finition d'apparence sportive. En tant que version tout-terrain des F-250 et F-350 Super Duty, les modèles Tremor concurrenceront directement le Ram 2500 Power Wagon et seront dotés d'une suspension et de pneus et roues améliorés d'usine. Les pickups offriront également des détails introuvables sur les autres modèles Super Duty, tels que des accents noircis sur la calandre, les roues, les emblèmes latéraux et les rétroviseurs, ainsi que des décalcomanies «Tremor» sur les côtés du pick-up. Offert en modèle SuperCrew Cab avec une benne de 1,83 m et avec quatre roues motrices (4X4), le Tremor sera équipé du nouveau moteur essence V8 «Godzilla» de 7,3 L, tandis que le moteur V8 Powerstroke turbodiesel de 6,7 L sera en option (le Ram 2500 Power Wagon n'offre qu'un moteur essence V8). Les pickups seront équipés de pneus tout-terrain de 35 pouces de hauteur, de jantes en alliage peintes en noir mat de 18 pouces et d'une nouvelle transmission automatique "TorqShift" à 10 vitesses. Les rapports de rampe seront de 53:1 pour les modèles équipés du moteur essence, tandis que le rapport pour les modèles équipés du moteur Diesel sera de 44:1. Les pickups pourront traverser de l'eau à gué jusqu'à 84 cm de profondeur et offriront jusqu'à 27 cm de garde au sol. Une autre nouvelle fonctionnalité pour tous les modèles Super Duty (y compris le Tremor) est le Trailer Reverse Guidance System, qui est similaire au système Pro Trailer Backup Assist du Ford F-150, et permet au conducteur de reculer facilement et avec peu d'effort son pick-up jusqu'à une remorque. Les tout nouveaux modèles Ford F-250 et F-350 Super Duty Tremor de 2020 ont été mis en vente à l'automne 2019.

## Variantes

### Pickups medium duty (F-650 et F-750)

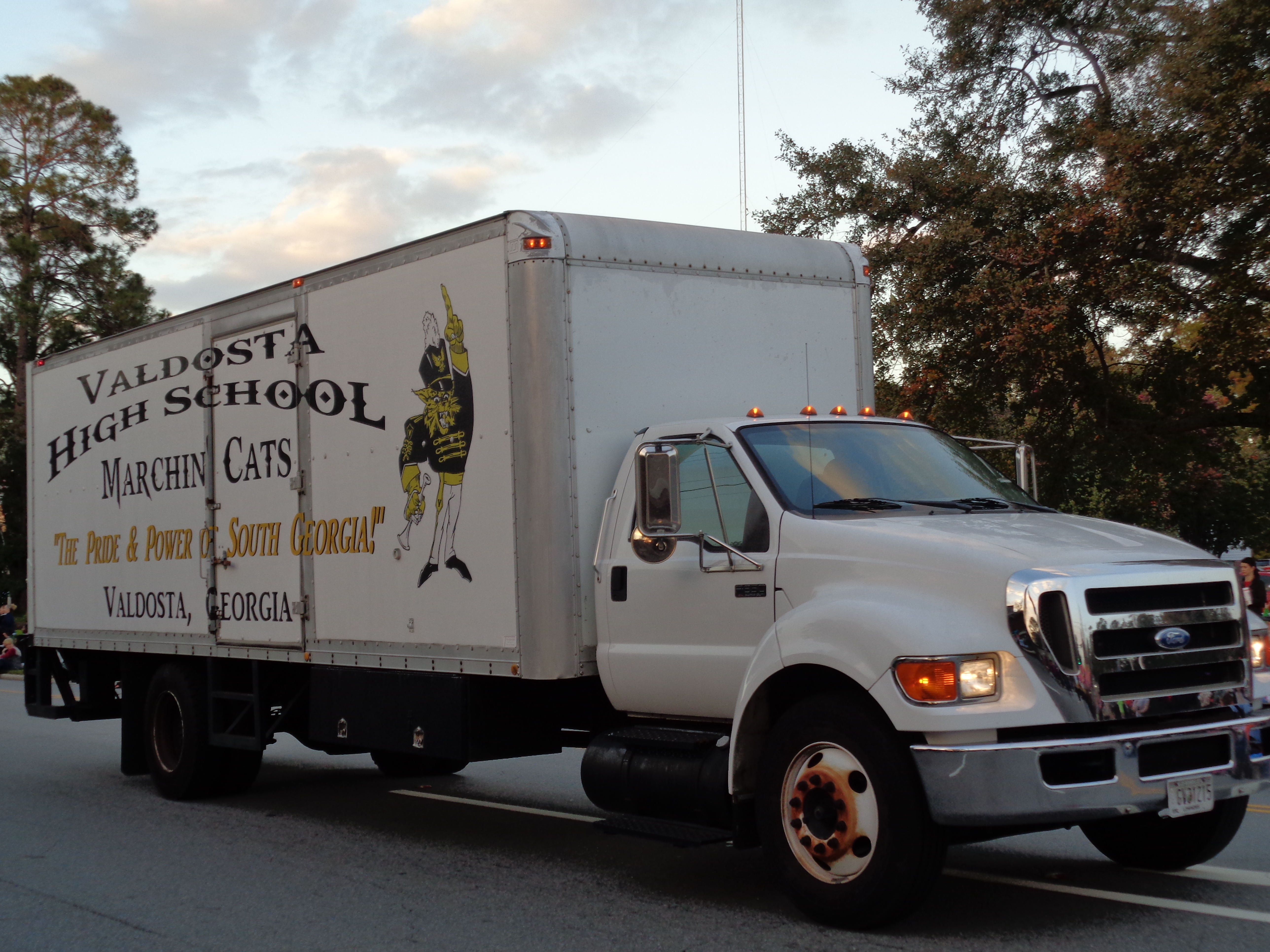
Ford F-750 Super Duty de 2004-2015

En 2000, Ford est revenu sur le marché des pick-ups de catégorie 6-7 en élargissant la gamme Super Duty au segment des poids moyen. Ils ont développé une coentreprise avec Navistar International connue sous le nom de Blue Diamond Trucks, les F-650 et F-750 Super Duty ont été assemblés au Mexique. Alors que le châssis et les autres composants seraient communs aux deux constructeurs, Ford et International se procureraient chacun leur propre carrosserie et leur propre groupe motopropulseur; la cabine des pickups Ford serait commune avec les autres modèles Super Duty.
Pour l'année modèle 2016, la gamme de pickups à poids moyen a bénéficié d'une mise à niveau majeure, à la suite de la fin de la co-entreprise et du transfert de la production aux États-Unis. Au lieu de moteurs et de transmissions externalisés, les F-650 et F-750 de 2016 utilisent désormais un moteur essence V10 de 6,8 L, un moteur Diesel V8 PowerStroke de 6,7 L et une transmission automatique à 6 vitesses, tous fournis par Ford.

### Véhicules utilitaires sportifs

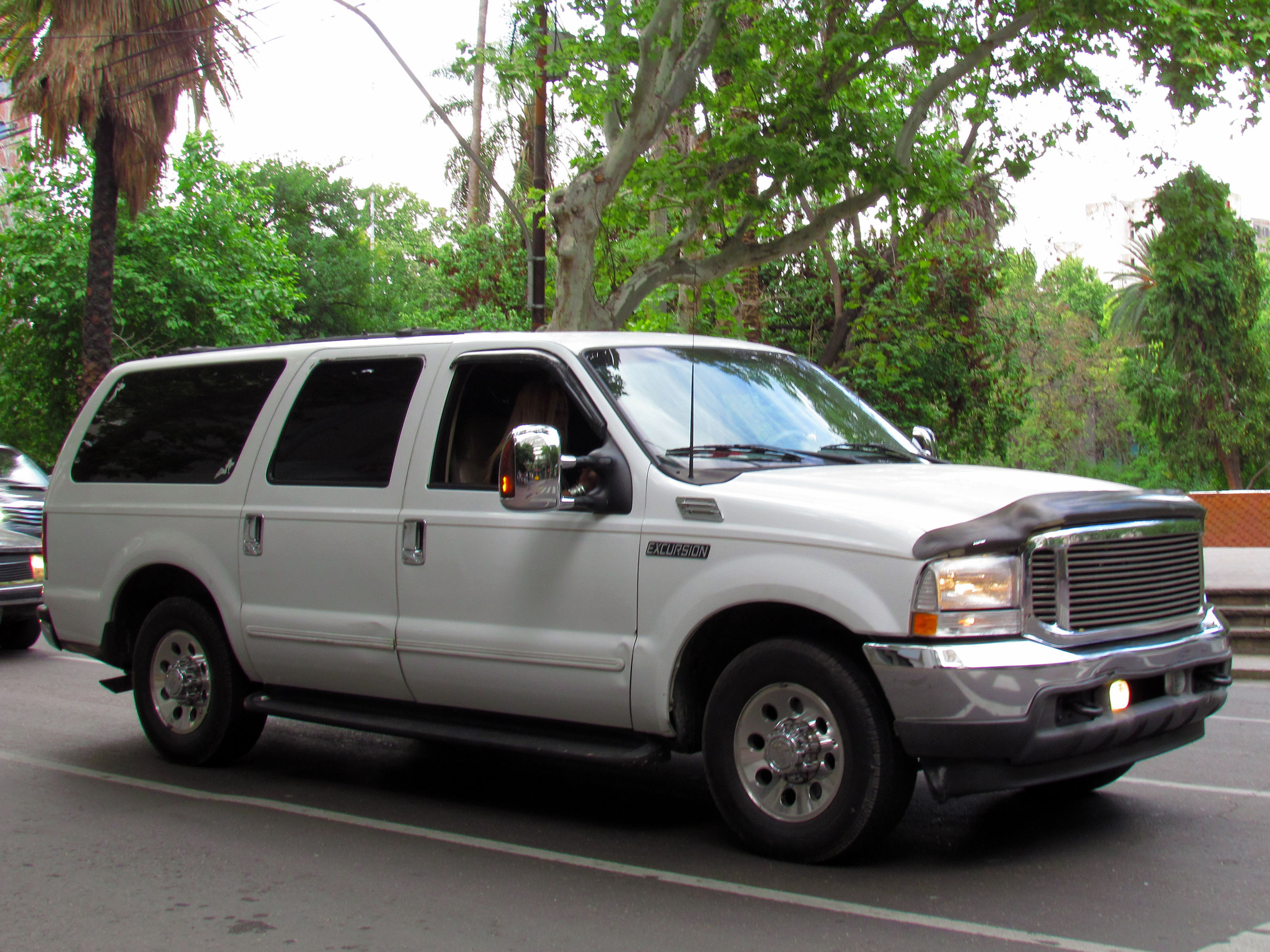
Ford Excursion XLT de 2001

De 2000 à 2005, le F-250 Super Duty a servi de base à un véhicule utilitaire sportif, le Ford Excursion. Avec le Chevrolet Suburban (et ses homologues Cadillac/GMC/Holden) et l'International Harvester Travelall, le Ford Excursion était l'un des plus longs véhicules utilitaires sportifs non limousine jamais vendus.
L'Excursion était disponible en trois ensembles de finition, XLT, Limited et Eddie Bauer haut de gamme. Il était proposé en deux ou quatre roues motrices et avec trois options de moteur : le V8 de 5,4 L, le V10 de 6,8 L ou le V8 Powerstroke turbodiesel. L'Excursion n'était disponible qu'avec une transmission automatique.
Alors que l'Excursion était principalement vendu en Amérique du Nord et au Mexique, un véhicule similaire était vendu au Brésil de 1998 à 2012 en tant que conversion par le marché secondaire, avec pour base le Ford F-250 cabine multiplace (similaire à la conversion en Centurion du F-Series/Bronco).

### Véhicules blindés

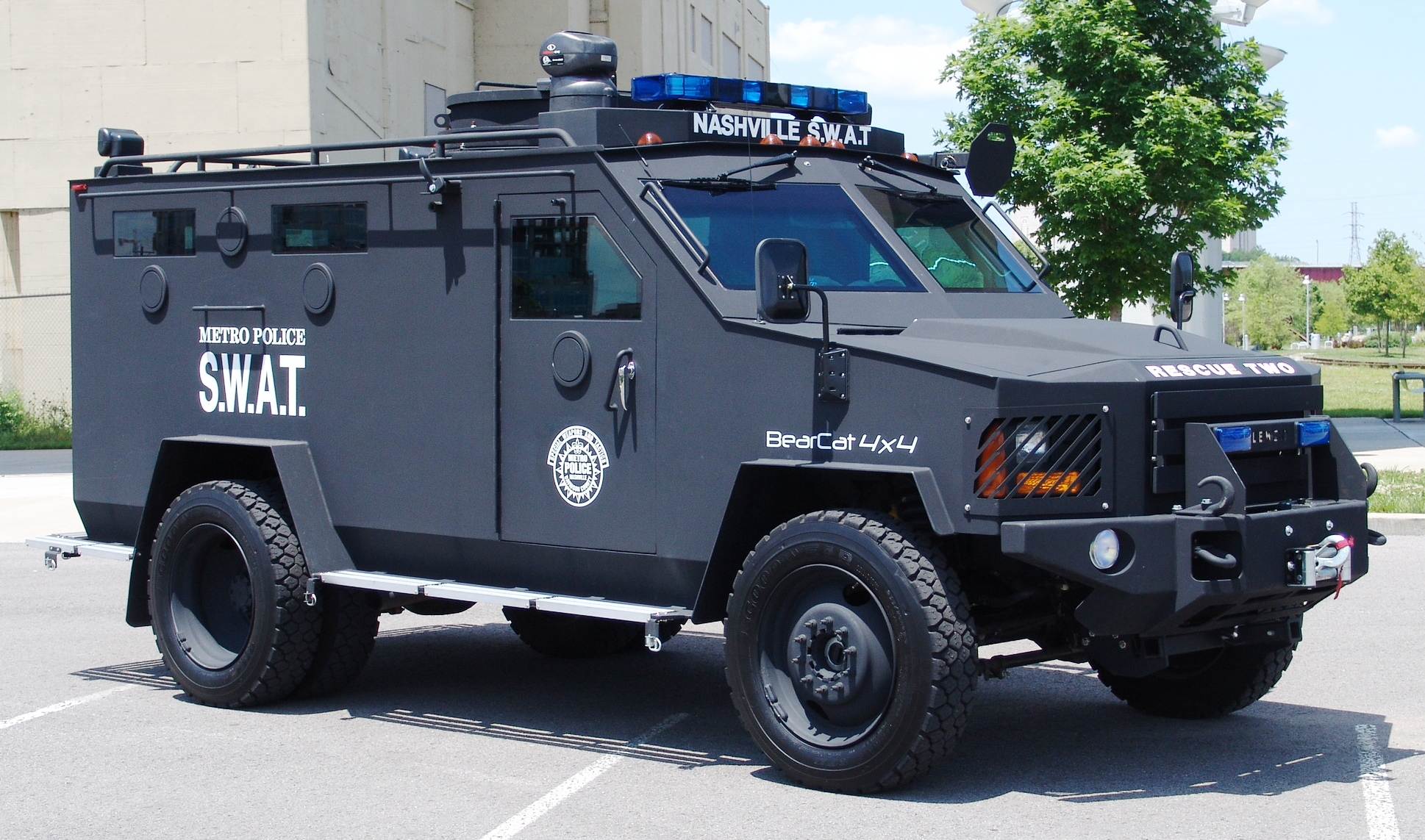
Véhicule blindé de transport de troupes Lenco BearCat 4x4.

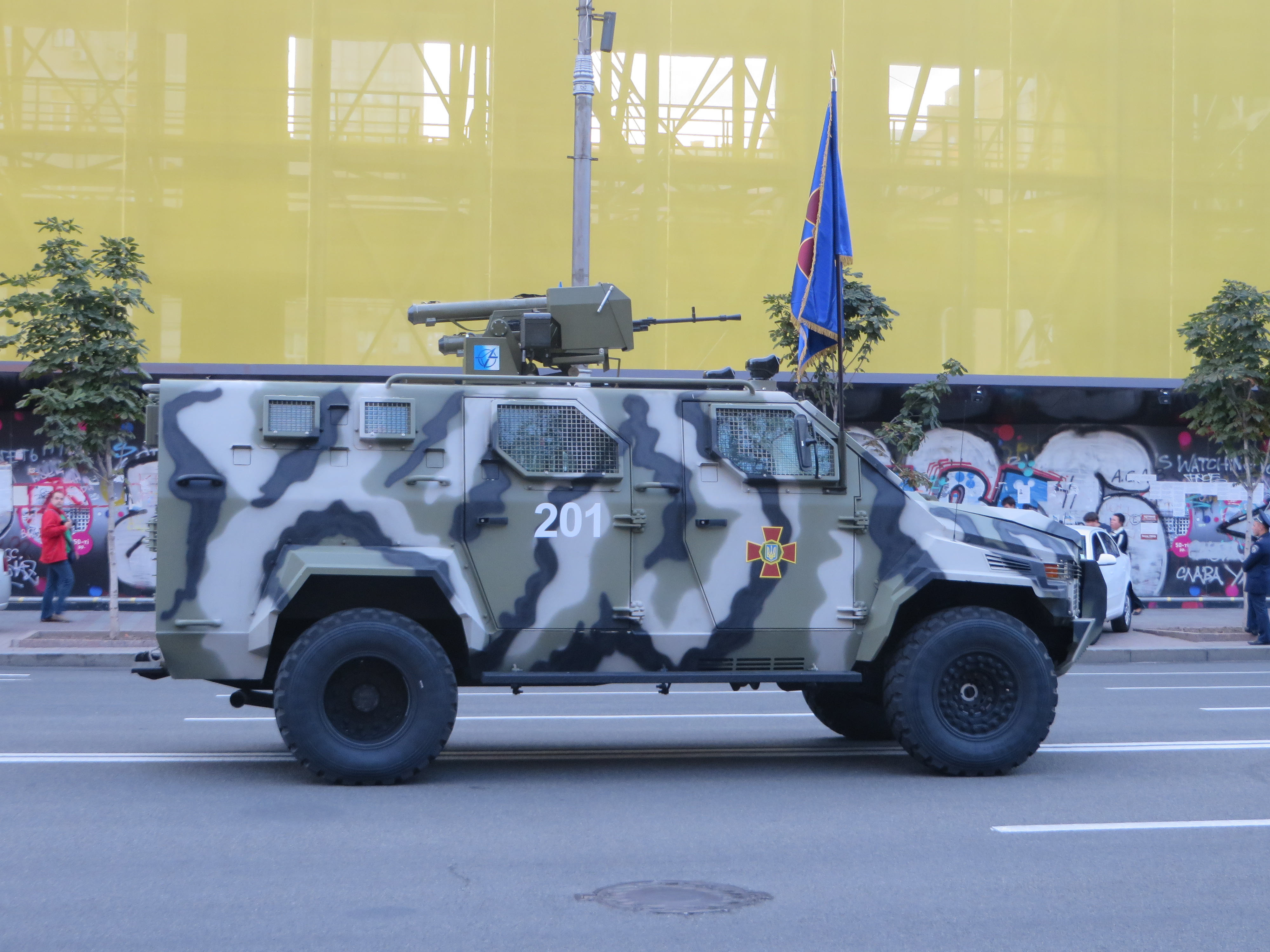
KrAZ Spartan ukrainien avec un RK-3 Corsar ATGM installé.

En raison de son cadre, son groupe motopropulseur et son châssis robuste, le Ford Super Duty a servi de plate-forme de don pour plusieurs types de véhicules blindés, à usage civil, policier et militaire. La plupart des versions sont construites à l'aide du Ford F-550 châssis-cabine. Les exemples incluent le STREIT/KrAZ Spartan, le Didgori-2, le Lenco BearCat, le Plasan Sand Cat, le GAV Gurkha, l'APC Novator et le Conquest Knight XV.

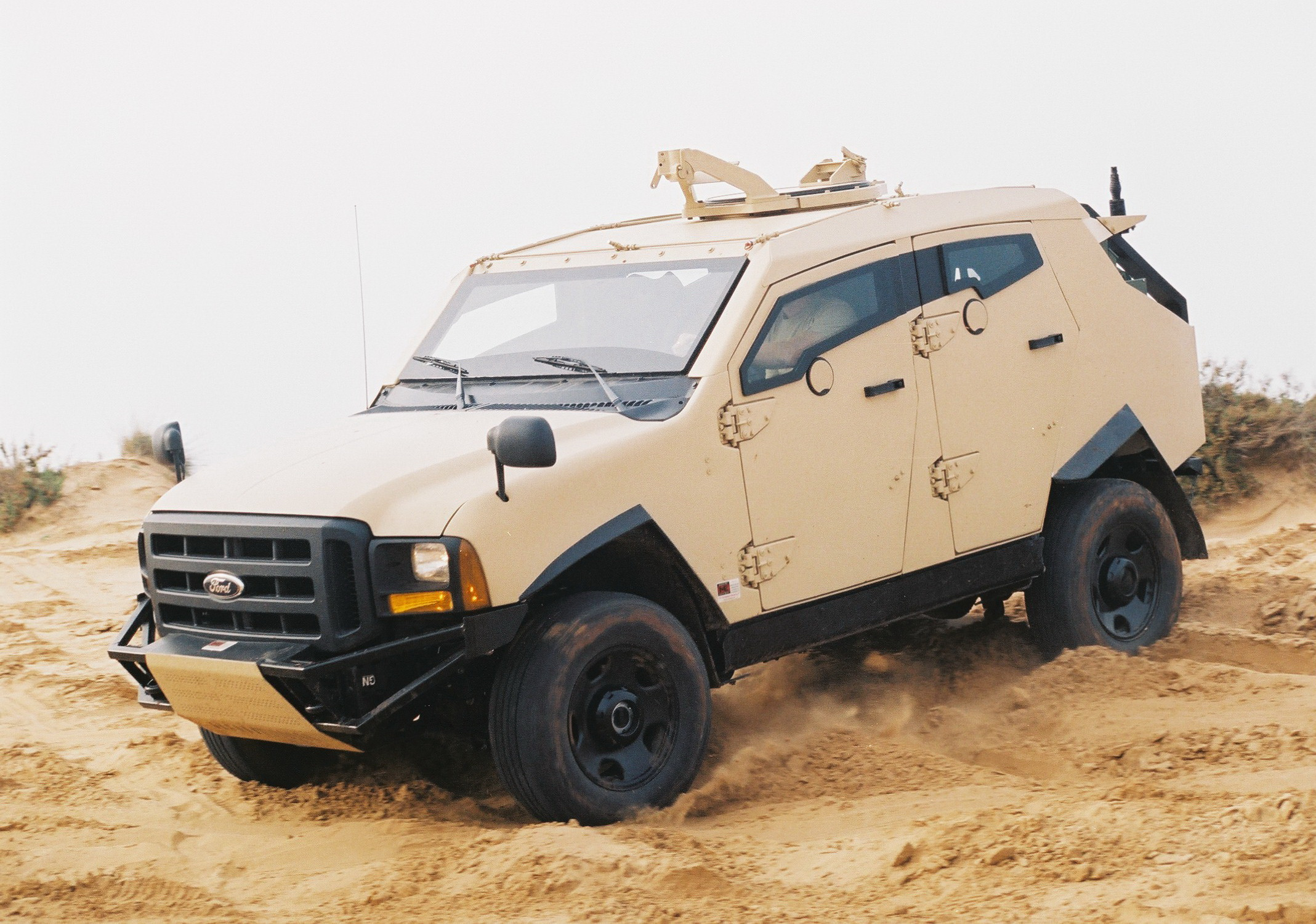
Plasan Sand Cat.

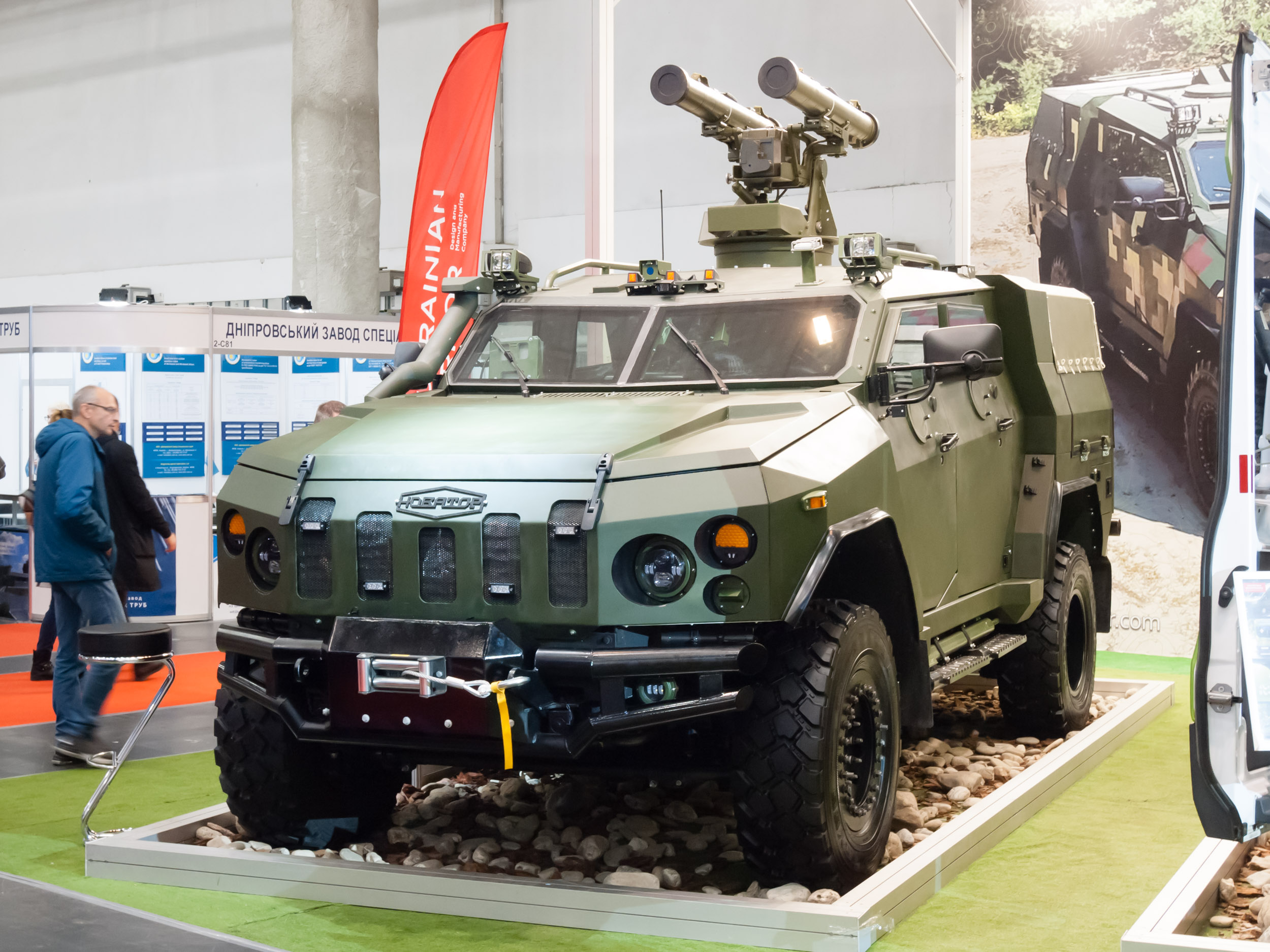
Voiture blindée SBA Novator de Ukrainska bronetekhnika (Ukraine).